# Rovereto
Rovereto (IPA: /roveˈreːto/, Roverédo in dialetto trentino) è un comune italiano di 40 441 abitanti della provincia autonoma di Trento in Trentino-Alto Adige.
Rovereto è un importante centro industriale, turistico e culturale del Trentino sin dal Settecento, quando si era aggiudicata il titolo di «Atene del Trentino». Viene spesso chiamata Città della quercia (la quercia, detta anche rovere, è il simbolo della città, presente anche nello stemma cittadino) o Città della pace, riferendosi alla presenza della Campana dei Caduti, opera a memoria dei caduti di tutte le guerre.

## Geografia fisica
Rovereto è un comune situato quasi al centro della Vallagarina nell'ultimo tratto fra le montagne percorso dal fiume Adige prima del suo ingresso nella pianura Padana.
Si trova a circa 25 km a sud di Trento e a 70 km a nord di Verona.
Ad est si estendono gli altipiani di Folgaria e Lavarone, a sud-est la Vallarsa ed il Pasubio. 
A nord si alza la catena del monte Bondone. 
Il lago di Garda dista circa 15 km, in direzione ovest.

### Clima
A Rovereto e nella Vallagarina in generale, vi sono inverni relativamente freddi e nevosi; estati calde e temporalesche, specie nelle ore del pomeriggio. Un lieve sollievo dall'afa estiva è procurato dalla brezza tardo-pomeridiana che interessa in particolare la zona del torrente Leno e che scende dalla zona della Vallarsa, ad est della città. Negli ultimi anni si è assistito ad un lento innalzamento della temperatura anche in questa zona ed alla comparsa occasionale del fenomeno della nebbia, un tempo confinata solo alle aree padane. Anche le nevicate sono diminuite in frequenza ed intensità.
In occasione dell'intensa nevicata del 26-27 gennaio 2006 sono stati registrati dei dati di accumulo nevoso straordinari, di circa 60 cm. La nevicata era stata più intensa nelle zone sud-orientali della regione. Nella Valle dell'Adige si erano avuti quantitativi più ingenti a sud fino a Trento, mentre risalendo lungo la valle i valori, seppur cospicui, diminuivano. L'ultima nevicata di un certo rilievo è quella dell'11-12 febbraio 2013 con 30 cm misurati in alcuni quartieri della città. Episodi a parte (come l'ultimo citato in cui a Rovereto ha nevicato più che a Trento), la nevosità di Rovereto è inferiore a quella di Trento, essendo quest'ultima più riparata dagli afflussi caldi del sud in grado di trasformare la neve in pioggia.
| Rovereto           | Mesi | Mesi | Mesi | Mesi | Mesi | Mesi | Mesi | Mesi | Mesi | Mesi | Mesi | Mesi | Stagioni | Stagioni | Stagioni | Stagioni | Anno |
| Rovereto           | Gen  | Feb  | Mar  | Apr  | Mag  | Giu  | Lug  | Ago  | Set  | Ott  | Nov  | Dic  | Inv      | Pri      | Est      | Aut      | Anno |
| ------------------ | ---- | ---- | ---- | ---- | ---- | ---- | ---- | ---- | ---- | ---- | ---- | ---- | -------- | -------- | -------- | -------- | ---- |
| T. max. media (°C) | 5,1  | 8,5  | 13,7 | 18,2 | 23,0 | 27,2 | 29,7 | 28,7 | 23,9 | 17,4 | 10,4 | 5,8  | 6,5      | 18,3     | 28,5     | 17,2     | 17,6 |
| T. min. media (°C) | −2,2 | −0,3 | 3,5  | 7,5  | 11,6 | 15,1 | 17,1 | 16,6 | 13,1 | 8,4  | 2,9  | −1,1 | −1,2     | 7,5      | 16,3     | 8,1      | 7,7  |

### Territorio
Rovereto (204 m s.l.m.) è il capoluogo della Comunità della Vallagarina del Trentino, nonché centro principale dell'omonima valle, situata nella zona meridionale della regione. La Vallagarina, caratterizzata da ampie distese di vigneti, è percorsa dal fiume Adige, in passato importante asse commerciale tra Veneto e Trentino-Alto Adige; legna e merci venivano trasportate per mezzo di zattere lungo il fiume. Dalla città, verso est, hanno inizio la valle di Terragnolo e la Vallarsa, percorsa dal torrente Leno: poco sopra Rovereto trova luogo la diga di san Colombano col suo lago, sovrastato dall'omonimo eremo. Le vette più importanti in prossimità di Rovereto sono il monte Stivo (2059 m), il Coni Zugna (1864 m), il monte Finonchio (1603 m circa) e il monte Biaena (1615 m). Un "polmone verde" della città è costituito dal cosiddetto "bosco della città", una zona boschiva fornita di sentieri e anche percorsi attrezzati per lo sport.

## Origini del nome
L'etimologia di Rovereto deriva dal latino Roboretum (lett. "bosco di roveri").
Nella toponomastica romana Roboretum indicava una selva di querce, pianta che abbondava nella valle ed è stata assunta quale effigie dello stemma comunale. Nello stemma è riportata anche la citazione latina: «Magno cum robore quercus ingentes tendet ramos» (tradotto: "Con grande forza la quercia tende i suoi possenti rami").
Conosciuto come Roveredo nel Tirolo, durante la dominazione austriaca, fu in uso anche il toponimo tedeschizzato Rofreit o Rovereith. Altri esonimi tedeschi storicamente usati, derivati dal nome latino o italiano, includono Rofereid, Rovereid e Rofreit.
Una presenza dei cognomi Rofereyder, Roffereider, Rouereider derivati dal nome della città è attestata nell'allora Sud Tirolo di lingua tedesca (poi Provincia autonoma di Bolzano) nel XV secolo.

## Storia

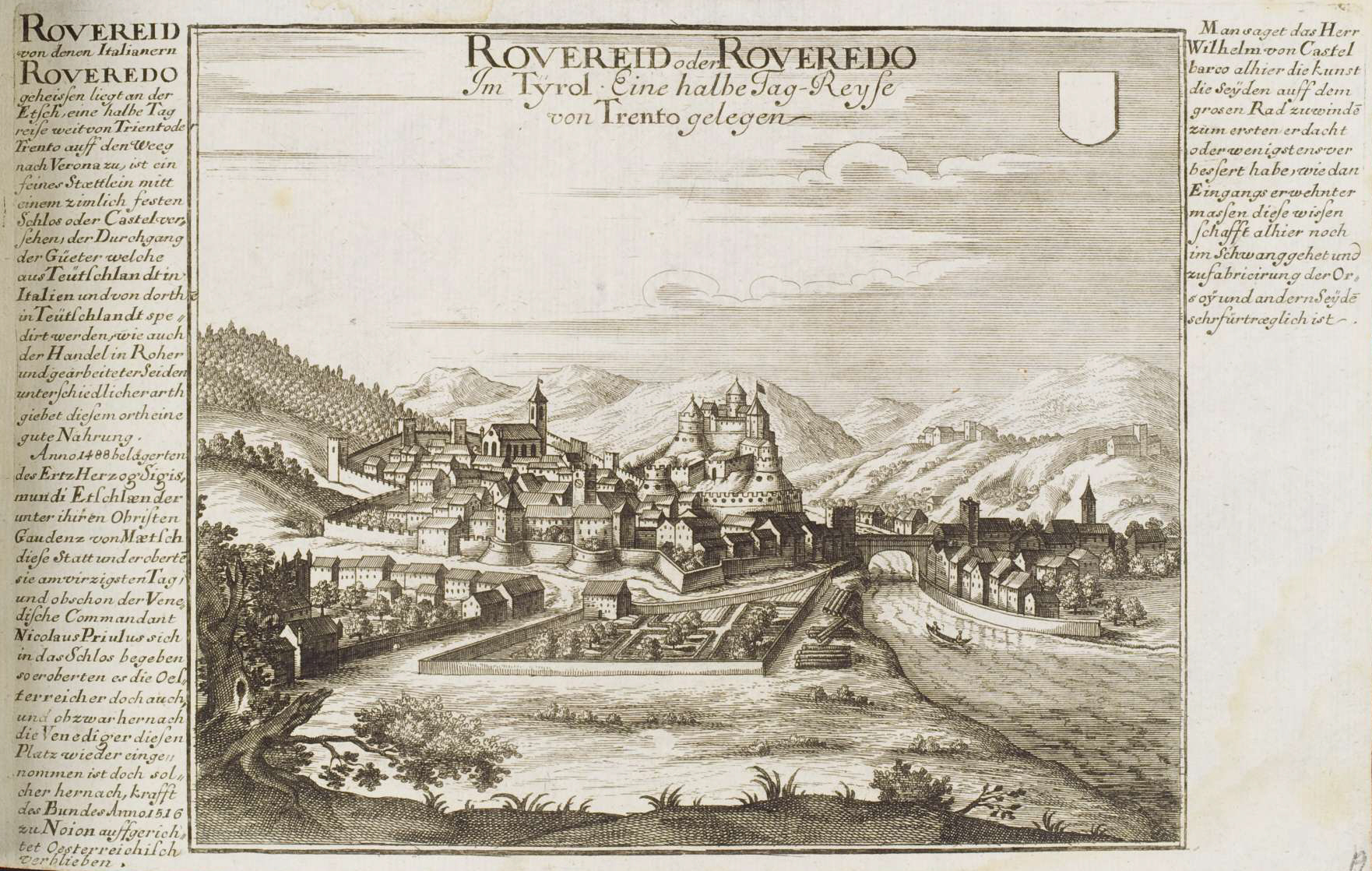
Rovereto intorno al 1700. Acquaforte.

### Medioevo
Il borgo di Rovereto si presenta nel Medioevo come un insediamento storicamente meno antico e meno blasonato rispetto ad altri, ora minori, sparsi nella Vallagarina, raccolti attorno alle varie pievi. E infatti le prime notizie che lo riguardavano ci informano che esso dipendeva, sia per la giurisdizione ecclesiastica che per quella civile, da Lizzana. Nel 1225 Jacopino da Lizzana vi insediò un villicum, poi arrivarono i nuovi signori di quella castellania: i Castelbarco legati alla dinastia veronese dei Della Scala. 
Solo agli inizi del XIII secolo si hanno certezze sul cessare della giurisdizione veronese e l'instaurarsi della giurisdizione trentina in Vallagarina, a Lizzana e quindi a Rovereto. Nel 1197, giovedì 1º maggio, il vescovo tridentino Corrado II di Beseno, istituì solennemente alla presenza dei feudatari della valle de Lagaro l'ospizio per i lebbrosi e i poveri di Sant'Ilario di Rovereto, ed emanò lo Statuto che consentiva di celebrare in loco una fiera godendo dei relativi privilegi, esenzioni e indulgenze, nonché delle cospicue entrate per i terreni annessi. 
Vent'anni prima, nel 1177, Aldrighetto di Castelbarco, o chi per lui, aveva fatto assassinare nei pressi di Arco il vescovo di Trento Adalpreto, il quale,  secondo il Sansovino, aveva invaso la Vallagarina per usurparne i feudi, e conseguentemente "essere stato ucciso perché voleva torre lo Stato altrui".
La seconda metà del XIII secolo vide la prevalenza armata, sulla Vallagarina e fino a Nago, di Mainardo di Tirolo: fu costui probabilmente a innalzare, sulle rovine di un castelliere romano-longobardo, il primo castello roveretano, che infatti lungamente poi fu denominato alla tedesca, Castel Junk (Castriuncolo). Fra il 1300 e il 1320 Guglielmo di Castelbarco provvide a dotare Rovereto di una cerchia di mura ("La Terra"), e vi insediò un Giudice (al palazzo dei diamanti o Noriller). Si affievolirono fino a scomparire i rapporti con Verona, sicché il borgo si trovò a gravitare decisamente verso nord (vedi gli affreschi tirolesi di palazzo Noriller, di fine trecento).

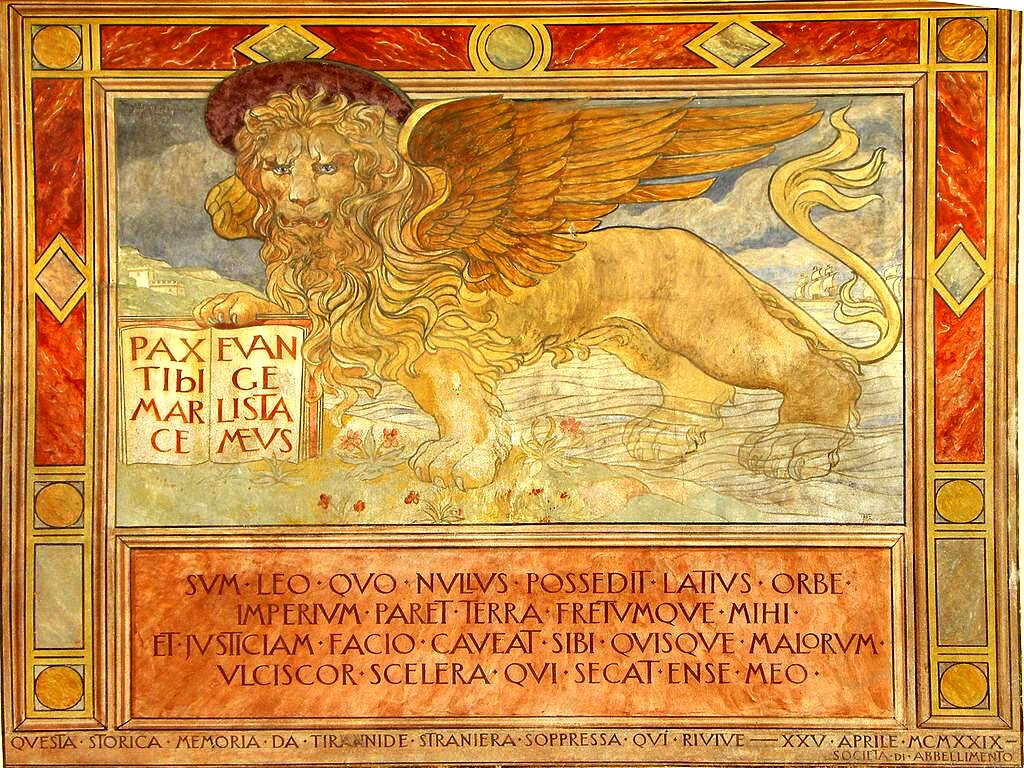
Il leone di San Marco, emblema della Serenissima, affrescato a Palazzo Pretorio, ricorda la dominazione veneta a Rovereto.

### Periodo rinascimentale
Più tardi, allorché la Repubblica di Venezia estese il suo dominio fino alla Valle Lagarina mantenendolo per quasi un secolo, dal 1416 fino al 1509, Rovereto si trasformò in una munita piazzaforte strategica di frontiera. La Serenissima vi mandò nel 1425 i suoi architetti (il Malipiero e il Basadonna sono ricordati ancora oggi nei nomi dei torrioni che eressero), ne rafforzò e ampliò le strutture militari di difesa: il castello castrobarcense e la cerchia delle mura. Rovereto perse con Venezia la sua caratteristica di borgo medievale per acquisire quelle di una cittadina. Decisivo per suscitare lo sviluppo economico di Rovereto, peraltro molto successivo, fu l'atto decretato nel 1417 dalla Serenissima Repubblica di Venezia, grazie al quale la città di Rovereto avrebbe goduto della "esenzione dal dazio di consumo". Questo atto lungimirante di politica daziaria della Serenissima si proponeva di incentivare gli investimenti in attività artigianali, favorendo gli investimenti dei possidenti locali e forestieri.
L'esenzione dai dazi di consumo fu rinnovata poi il 3 novembre 1510 con diploma di Massimiliano I d'Asburgo, dopo che, a conclusione della guerra contro Venezia ordita dalla Lega di Cambrai e della sconfitta veneziana alla Battaglia di Agnadello, Rovereto festante (avendo già provveduto a cacciare i veneziani) venne liberata dall'esercito imperiale austriaco. Massimiliano I confermò i privilegi e gli Statuti ai "fedeli consoli e cittadini e alla comunità della città di Rovereto", confermandone il rango di città.
Dal punto di vista architettonico, le tracce autentiche lasciate dalla Serenissima sono unicamente presenti al castello e al Palazzo Podestà.

### Età moderna e periodo napoleonico
La parte meridionale del Trentino, e con essa Rovereto, già veneziana, non fu però restituita al Principato vescovile di Trento, ma costituì invece il "Circolo ai confini d'Italia", sorta di zona franca che, per la sua importanza strategica, veniva controllata direttamente da Vienna. Rovereto successivamente alla fine dell'amministrazione veneziana (dal 1416 al 1509) ottenne di godere delle condizioni di particolare autonomia che ne avevano caratterizzato lo status sotto la Serenissima ed ebbe quindi un regime amministrativo suo peculiare, diverso da quello vigente per gli altri territori trentini dell'Impero.

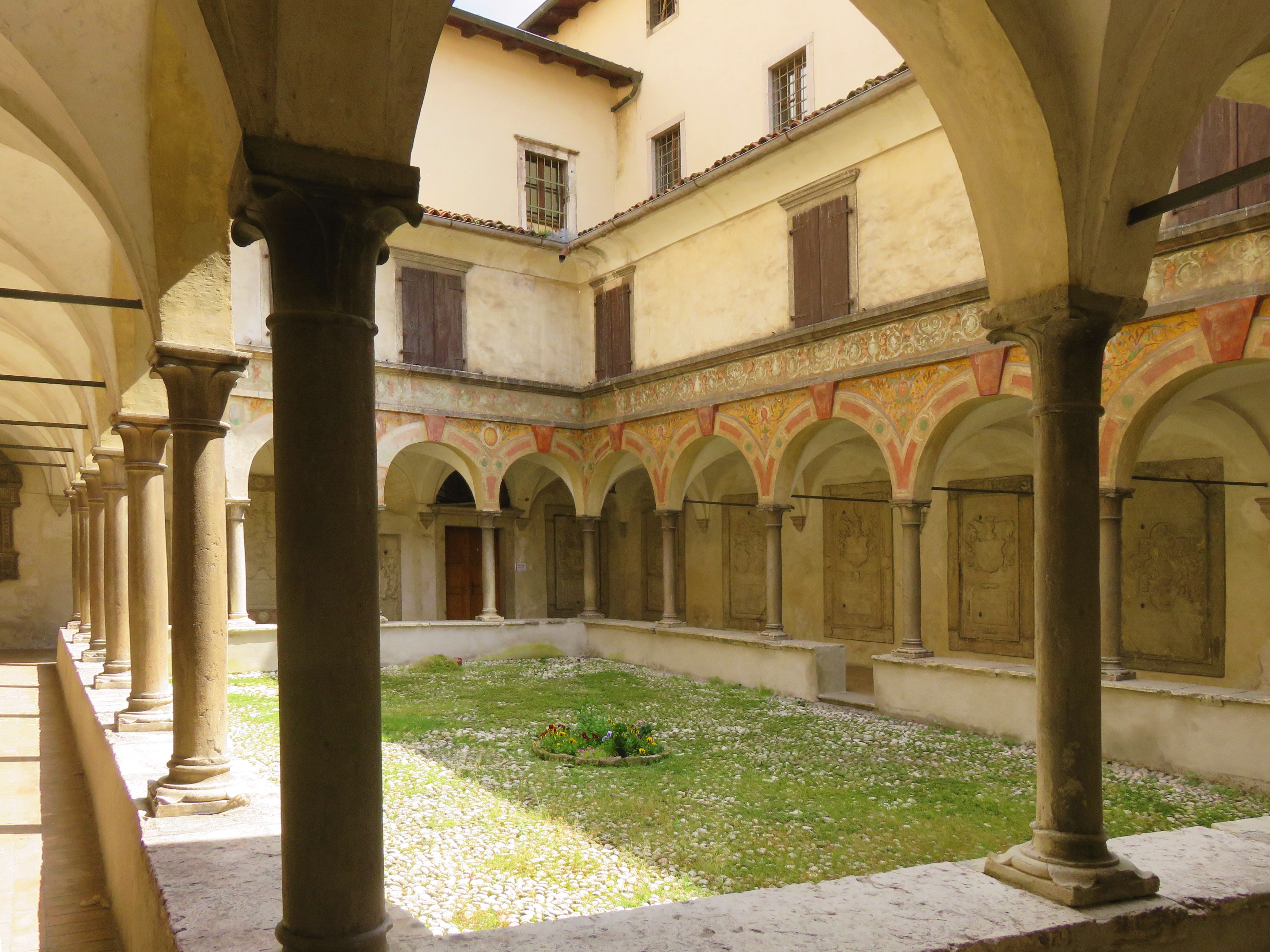
Il quattrocentesco Chiostro di Santa Maria del Carmine. Il convento, ora demolito, risaliva al 1400.

Il periodo più fiorente della storia di Rovereto è stato il secolo XVIII, allorché si sviluppò l'industria della seta. L'industria della seta ebbe inizio nel 1580 (in precedenza la seta si produceva solo "a braccia"  e per uso locale): per almeno un secolo vide protagonisti gli imprenditori-mercanti giunti da Norimberga. Giovanni e Paolo Fuerleger aprirono il primo filatoio idraulico appunto nel 1580 in via Portici: il loro filatoio fu lungamente soprannominato "il grande". Nel corso del 600 i Volkamer, Gutterer, Wegleiter, Fierer, Schnabel, Drexel, infine i Sichart aprirono i loro negozi. Invero già nel 1534 era stato installato in città un primo rudimentale filatoio "a braccia di uomini", per iniziativa di Girolamo Savioli.
Il progresso fu continuo. Nel 1766 gli opifici serici roveretani occupavano più di 1 000 operai (su una popolazione totale di 5mila abitanti), mentre oltre 4 000 cottimisti lavoravano agli ordini dei filatori e capofilatori nei 36 filatoi, 26 incannatoi, 1 236 arcolai e nelle 5 tintorie che fornivano il prodotto finale ai 23 negozi di seta. Tout Roveredo travaille aux premières manufactures de soie… ebbe a osservare un illustre viaggiatore, il pensatore politico Montesquieu, quando qui fece tappa durante il suo viaggio in Italia (1738-1741).
La popolazione di Rovereto, che raggiunse alla fine del Settecento un significativo livello di benessere, testimoniato dalle realizzazioni architettoniche che tuttora la caratterizzano, era occupata, oltre che nella filiera della produzione della seta, nell'artigianato e nel commercio. Grazie alla vivacità della sua vita culturale (e proprio a Rovereto, subito dopo Innsbruck, l'imperatrice Maria Teresa istituì nel 1775 la scuola normale, ossia la prima scuola elementare obbligatoria in Europa) la città ebbe fama di Atene del Trentino.
Tra le realizzazioni urbanistiche di pregio di quel periodo sono da ricordare il Corso Nuovo lungo la via imperiale antica (poi corso Bettini), ideato dall'architetto Ambrogio Rosmini nel 1771. In quel tempo vengono ampliate anche le strade che portano ai sobborghi e lungo quei percorsi si innalzeranno i nuovi nobili palazzi che decoreranno Rovereto: il palazzo dell'Annona (1771-72), palazzo Piamarta (1772), Palazzo Fedrigotti (1778-90), Palazzo Alberti (1791). Il Teatro è del 1783. Nascono anche le ville del patriziato in quella che allora era campagna ridente: la villa Alle Grazie dei Vannetti, la Villa Bridi (con parco all'inglese provvisto di cefotafio mozartiano), Villa Tacchi...
Nel dicembre 1805, dopo la sconfitta inflitta ad Austerlitz da Napoleone alle forze asburgiche e in seguito alla pace di Presburgo, Rovereto passò sotto l'amministrazione del Regno di Baviera, alleato dei francesi, che governò il Trentino dall'inizio del 1806 al 1810, dapprima mediante la Commissione provvisoria amministrativa del Tirolo meridionale e quindi attraverso la Commissione amministrativa del Dipartimento dell'Alto Adige. In entrambe le Commissioni ebbe determinanti responsabilità il barone Sigismondo Moll di Villa Lagarina. Il Moll, personaggio di ingegno e grandi qualità, aveva già ricoperto nel 1791 la carica di capitano distrettuale del Circolo ai Confini d'Italia (il Trentino) con sede a Rovereto; nel 1796 fu presidente di quel Consiglio amministrativo.
Nel giugno del 1810 il Tirolo meridionale (che di fatto comprendeva tuttavia il solo Trentino) fu annesso al Regno napoleonico d'Italia. Furono tre anni di grave crisi economica, poi a lungo ricordati come "gli anni della disperazione".
Sconfitto il Bonaparte, dal 1815 Rovereto divenne anche formalmente parte della Contea austriaca del Tirolo e, fino al 1918, fu capoluogo di uno dei sette circoli da cui la provincia stessa era costituita.

### Periodo asburgico
Nel 1850 la città di Rovereto conta 7 431 residenti che formano 1 694 famiglie, accolti in 654 case. In quel tempo nascono, soprattutto per iniziativa e con l'intervento finanziario di privati cittadini, notevoli istituzioni e strutture destinate a supportare ulteriormente lo sviluppo della città. Nel 1841 voluta da tre imprenditori, Giovanni Battista Tacchi, banchiere e industriale della seta, G. B. Sannicolò, industriale serico, il proprietario terriero Cesare Malfatti ed altri 42 roveretani, fu fondata la Cassa di Risparmio di Rovereto che monopolizzerà per tutto il secolo e oltre le attività economico-finanziarie sviluppate sul territorio e in provincia. Anche la costruzione dell'imponente acquedotto potabile dello Spino (1843-1845), che risolse da allora per Rovereto e la valle il problema della erogazione igienica di acqua purissima e fresca, va riconosciuta ad Antonio Balista, coadiuvato dall'apporto finanziario del Comune. La medesima amministrazione comunale cittadina che, nel 1854, pur non avendo responsabilità dirette, contribuì al finanziamento di un'altra opera: l'opificio della Manifattura Tabacchi, sorta sulle rive dell'Adige a Borgo Sacco. La fabbrica diverrà una risorsa preziosa per combattere la crescente disoccupazione quando, sul finire del secolo, la prima crisi economica avrebbe colpito il Trentino meridionale, consentendo di ridurre localmente il fenomeno drammatico dell'emigrazione.
Cesare Malfatti fu podestà di Rovereto tra il 1851 e il 1860, ed ancora tra il 1867 e il 1873, poi deputato alla Camera di Vienna. La città gli ha dedicato la piazza del Grano, una delle più belle del centro storico. Al suo governo si deve l'acquisto del Palazzo della pubblica istruzione, il completamento del Ginnasio, l'istituzione della Scuola Reale Elisabettina per la quale sottoscrisse una generosa offerta, la fondazione del Museo Civico del quale fu il primo presidente, la fondazione, assieme ad altri cittadini, della Cassa di Risparmio di Rovereto che poi diresse dal 1841 al 1855, l'istituzione del Corpo dei Civici Pompieri, della Società Agraria. Per sua iniziativa fu costruito il ponte in pietra (Ponte Forbato) sul Leno, la nuova fabbrica dell'Asilo infantile, la piazza della Posta, il passeggio di San Rocco. E ancora l'acquisto dei terreni contigui la nuova strada della stazione ferroviaria, sostenuto in vista della risistemazione urbanistica e dell'impostazione del corso Rosmini (1872-1878).
Questo avveniva dopo che nel 1859 si completò il tronco Verona-Trento della Ferrovia del Brennero ed è da notare che per sollecitare la realizzazione di questa opera si attivarono responsabilmente le autorità pubbliche di Rovereto, di concerto con la Camera di Commercio ed Industria. Questa istituzione, eretta a Rovereto il 13 agosto 1850 seppe svolgere un ruolo determinante di studio, indirizzo e propulsione per le attività economiche nel Trentino meridionale nei decenni successivi, instaurando efficaci collaborazioni col potere centrale di Innsbruck e Vienna per la soluzione dei problemi locali nell'interesse della popolazione. L'azione della Camera di Commercio e Industria risultò particolarmente utile durante gli anni che seguirono e il manifestarsi della crisi agricola e industriale.
La grave crisi che colpì il roveretano e la valle nella seconda metà dell'Ottocento era dovuta a diverse concause: le tensioni politiche seguite agli accadimenti del 1848 e le guerre del 1859 scardinarono alcuni elementi portanti dell'economia locale, modificarono negativamente sia i rapporti tra i settori di produzione sia i tradizionali assetti dei rapporti commerciali con le regioni confinanti. I nuovi uffici doganali posti sui confini con la Lombardia e il Veneto ostacolano le vendite della seta e della carta e l'importazione vantaggiosa dei cereali. Il gravame dei forti dazi e delle barriere doganali devastò il sistema dei rapporti commerciali, mise in ginocchio l'industria serica, l'industria dei velluti, quella della concia delle pelli. A questa situazione già assai negativa si aggiunse, per l'agricoltura, il diffondersi della fillossera e della pebrina che colpirono la viticoltura e la coltura dei bachi da seta. Intervennero quindi a guastare ulteriormente questo quadro infelice i motori, che soppiantarono la forza idraulica, e infine le tragiche alluvioni dei torrenti e dell'Adige negli anni 1882-1885 e seguenti.
Nonostante tutto ciò, la città seppe reagire con una graduale ristrutturazione delle basi economiche che avrebbe portato al decollo di una nuova industrializzazione evidente già prima della fine del secolo; una svolta segnata dalla fine della fase "protezionistica" e l'inizio di quella "liberistica" in cui la giunta comunale operò da protagonista. Decidendo l'"esenzione delle sovraimposte con la concessione della forza motrice a condizioni di favore, sia con la cessione di suolo e con le facilitazioni per farlo ottenere a chi per scopi industriali avanzasse domanda", l'amministrazione comunale di Rovereto richiamò sul territorio numerosi imprenditori che seppero riconvertire e reindirizzare la nuova produzione industriale.
Nel 1900 Rovereto contava 10 180 abitanti, un incremento rispetto a quelli contati cinquant'anni prima dovuto più che al tasso di natalità, più basso che altrove, alla diminuzione della mortalità infantile ma, soprattutto, al forte tasso immigratorio. La forte immigrazione (rispetto a una debole emigrazione) che caratterizzava la città faceva constatare statisticamente che solo la metà dei cittadini residenti aveva avuto i propri natali a Rovereto, con significativo incremento di "appartenenti a stati all'estero, in prevalenza italiani del vicino regno" e un "aumento considerevole della popolazione italiana", mentre l'elemento tedesco (non insignificante) era rimasto stazionario.

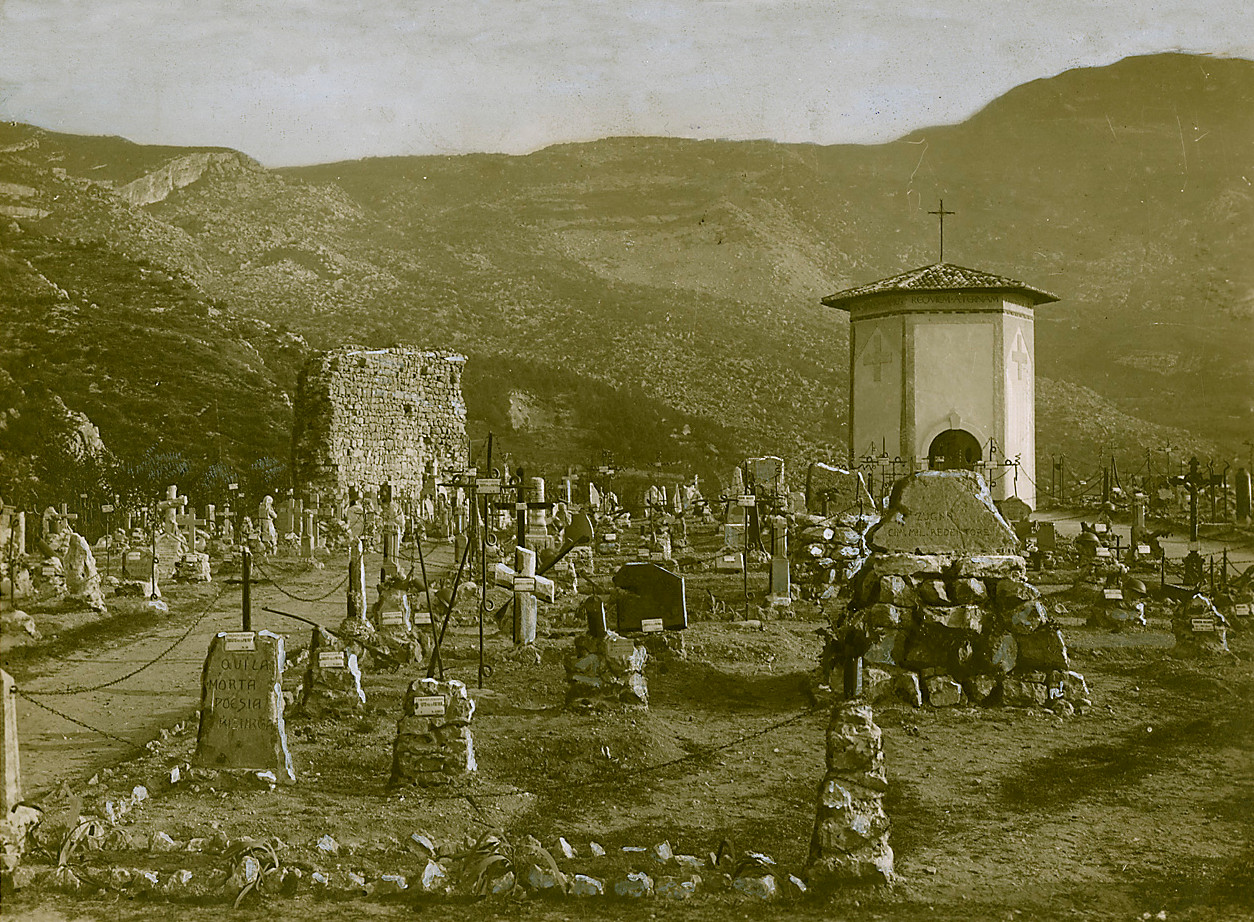
Cimitero militare di Castel Dante negli anni venti prima della costruzione dell'ossario di Castel Dante.

### Nel Regno d'Italia
Quel nuovo periodo positivo dell'economia che si era aperto all'alba del secolo per Rovereto, fu drammaticamente interrotto dallo scoppio della Grande Guerra. La prima guerra mondiale inflisse ferite nel tessuto sociale ed economico della città, devastazioni che imposero l'esilio della popolazione dalla patria cittadina, trasformata in prima linea bellica. L'esito del conflitto, con la sconfitta delle armi austro-ungariche, pose infine la città sotto governo italiano. Rovereto riprese a fiorire lentamente, sia per opera dell'iniziativa privata, coadiuvata dai numerosi istituti di credito, ma anche con il contributo delle società del movimento cooperativo, nel frattempo sorte sul territorio molto attive nei singoli campi di competenza, dall'agrario (la "Società Agricoltori della Vallagarina") al bancario (il "Banco Agricolo Operaio di Rovereto"). 
Ma anche questi rinnovati progressi, conquistati e consolidati all'indomani della Grande Guerra furono mortificati dalla crisi che poi colpì l'economia trentina nei primi anni trenta, quando numerose banche dovettero affrontare problemi talora insormontabili di liquidità. Allorché nel giugno 1933 dovette chiudere i propri sportelli la più grande banca del Trentino, la "Banca del Trentino Alto Adige" (nata dalla fusione imposta dal regime fascista tra la Banca Cattolica e la Banca Cooperativa) si ingenerò un effetto domino che coinvolse tutti gli istituti di credito trentini. Nel verbale del 19 marzo 1934 dell'assemblea generale del "Banco Agricolo Operaio di Rovereto" la relazione ai soci avverte: «Certo è, che l'avvenire che ci sta davanti non è dei più rosei e dei più pieni, irto di difficoltà collegate a quella parola che tutti conosciamo "la crisi"…».
Anche quella crisi fu alfine superata, nuovamente l'economia di Rovereto si riprese, ma poi scoppiò la seconda guerra mondiale e gran parte dei progressi furono azzerati dai nefasti eventi bellici e sotto gli effetti diretti ed indiretti delle bombe sganciate dai belligeranti lungo l'asse della ferrovia del Brennero.

### Dopo la seconda guerra mondiale
Al termine della seconda guerra mondiale, dopo l'8 settembre 1943 e fino alla ritirata tedesca di fine aprile-inizio maggio del '45, il Trentino, l'Alto Adige e la Provincia di Belluno formarono la Operationszone Alpenvorland (Zona d'operazioni delle Prealpi), entità amministrativa il cui controllo era sottratto alla Repubblica Sociale Italiana e faceva capo direttamente alla Germania nazista. Nel periodo dell'occupazione nazi-tedesca il capoluogo di regione fu posto a Bolzano.

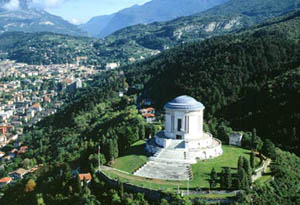
Sacrario dei Caduti a Castel Dante

Nel dopoguerra, le Amministrazioni comunali che si succedettero al governo di Rovereto iniziarono subito una poderosa opera di ricostruzione della città devastata dai bombardamenti, privata talvolta di rifornimenti vitali. La ricostruzione industriale procedette a passi confortanti grazie all'iniziativa dei privati ma anche all'efficace sostegno pubblico.
Nel 1946 il primo sindaco eletto l'ing. Giuseppe Veronesi, che era stato assessore nella giunta del sindaco Silvio Bettini Schettini, insediato dal C.L.N. (Comitato di Liberazione Nazionale), incentivò in ogni modo il radicamento di nuove iniziative artigianali e industriali e l'acquisizione di fonti energetiche, incrementando via via gli investimenti in opere pubbliche. In parallelo con l'incremento delle risorse occupazionali si moltiplicarono le iniziative mirate alla diffusione dell'istruzione tecnica e professionale. Negli anni sessanta (mentre a Veronesi era subentrato il sindaco Ferruccio Trentini e a questi Guido Benedetti), in sintonia con il cosiddetto miracolo economico che si stava concretizzando sul piano nazionale, a Rovereto presero corpo di seguito una serie di realizzazioni civili sociali di grande impatto. Tra le altre, si realizzarono la nuova funzionale sede dell'Ospedale di Santa Maria, il nuovo Istituto Tecnico per Ragionieri e Geometri "Felice e Gregorio Fontana", progettato dall'architetto Luciano Baldessari, eretto sopra il vecchio campo sportivo. Veniva contemporaneamente inaugurato il nuovo Campo per la squadra del Rovereto che aveva conquistata la serie C. Gli anziani videro aprirsi le opportunità di una nuova "Casa di soggiorno per anziani" che si sarebbe dovuta gestire secondo tecniche innovative. L'Azienda elettrica municipale, allora ancora roveretana e rivana, potenziava le sue risorse con la costruzione delle nuove dighe sul Leno, gli istituti di credito roveretani registravano continui successi. L'elettorato riconobbe allora, agli inizi di quelli anni sessanta roveretani, i meriti delle amministrazioni che avevano ben governato la città premiando il partito di governo municipale, la DC, con una maggioranza che superò il 60 per cento.

### Simboli
Stemma

Stemma di Rovereto

Lo stemma è stato riconosciuto con decreto del capo del governo del 17 febbraio 1929 e in seguito modificato con D.G.P. del 20 settembre 1991, n. 11968 che sostituisce la corona di Comune con quella di Città.
(Art. 1 c. 4 dello Statuto comunale)
Il motto latino si traduce in "Con grande vigore e abbondanza la quercia stende i suoi rami".
Gonfalone
(Art. 1 c. 5 dello Statuto comunale)

## Monumenti e luoghi d'interesse

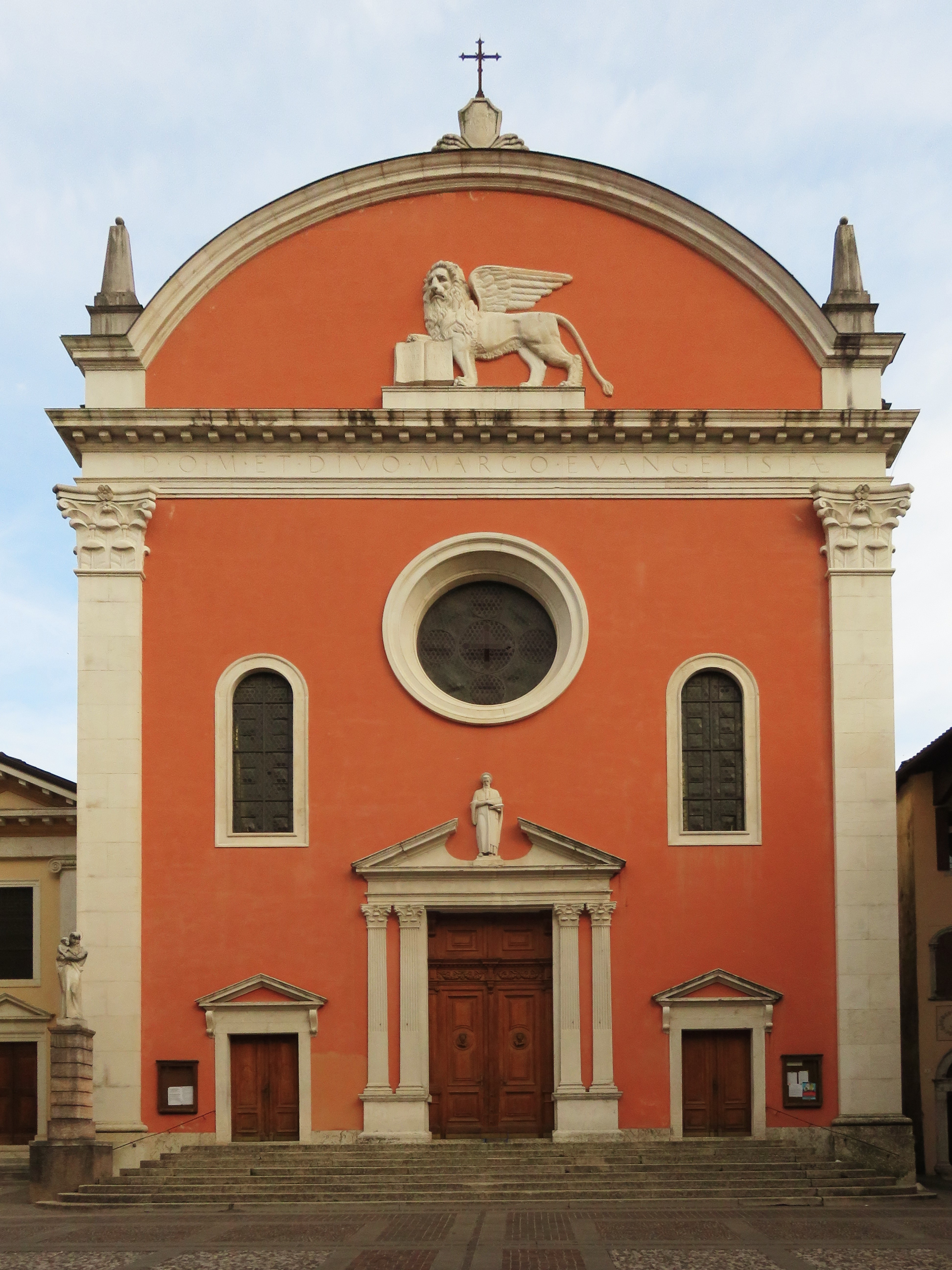
Chiesa arcipretale di San Marco

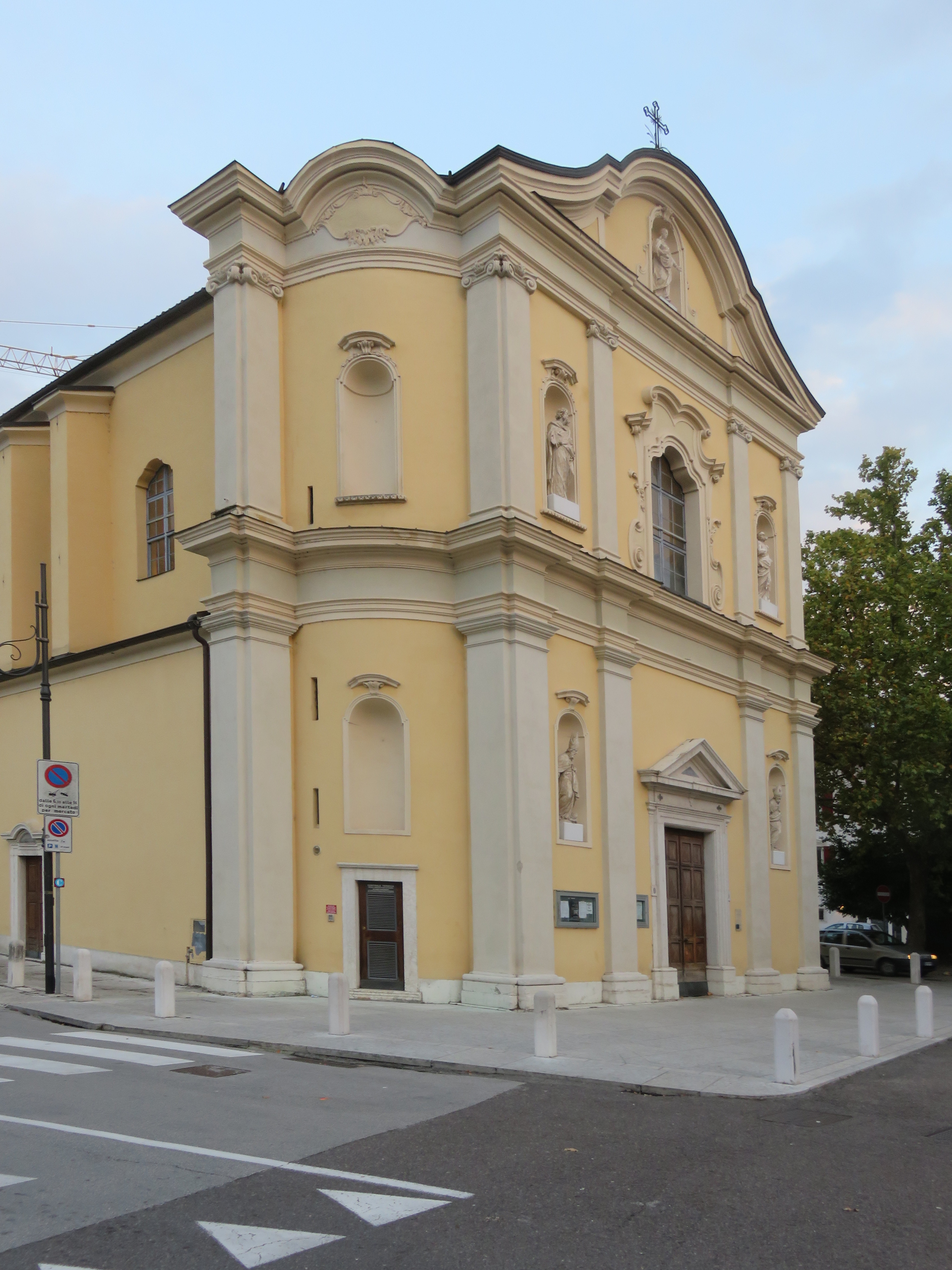
Chiesa di Santa Maria del Suffragio

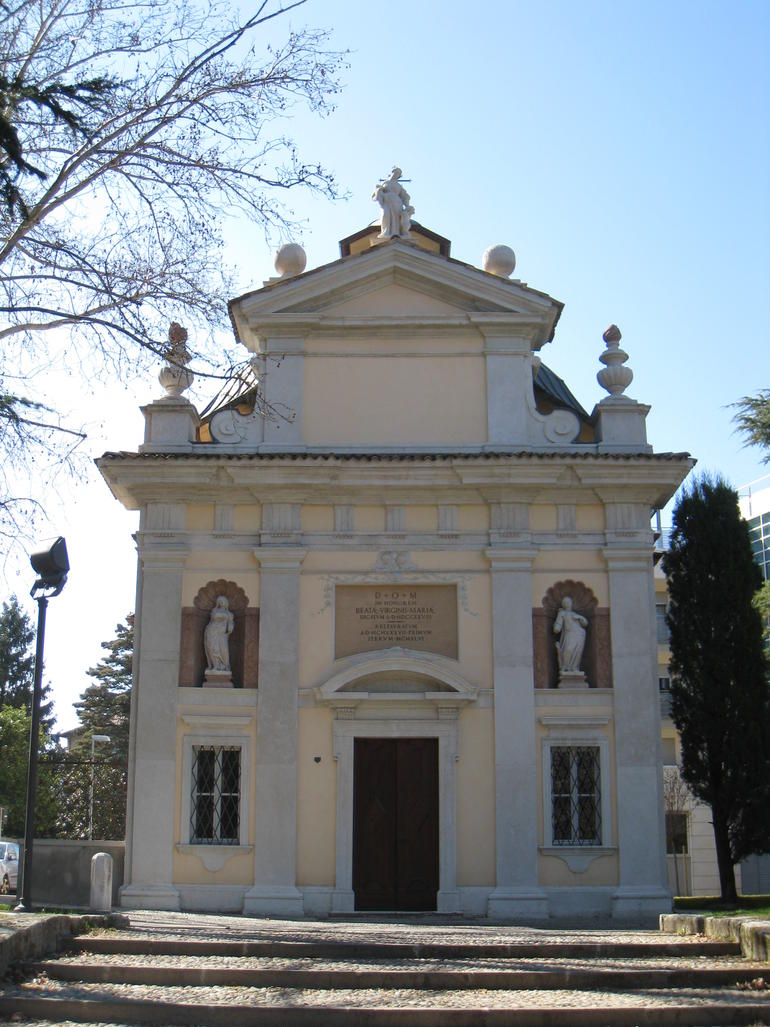
Chiesa di Santa Maria delle Grazie

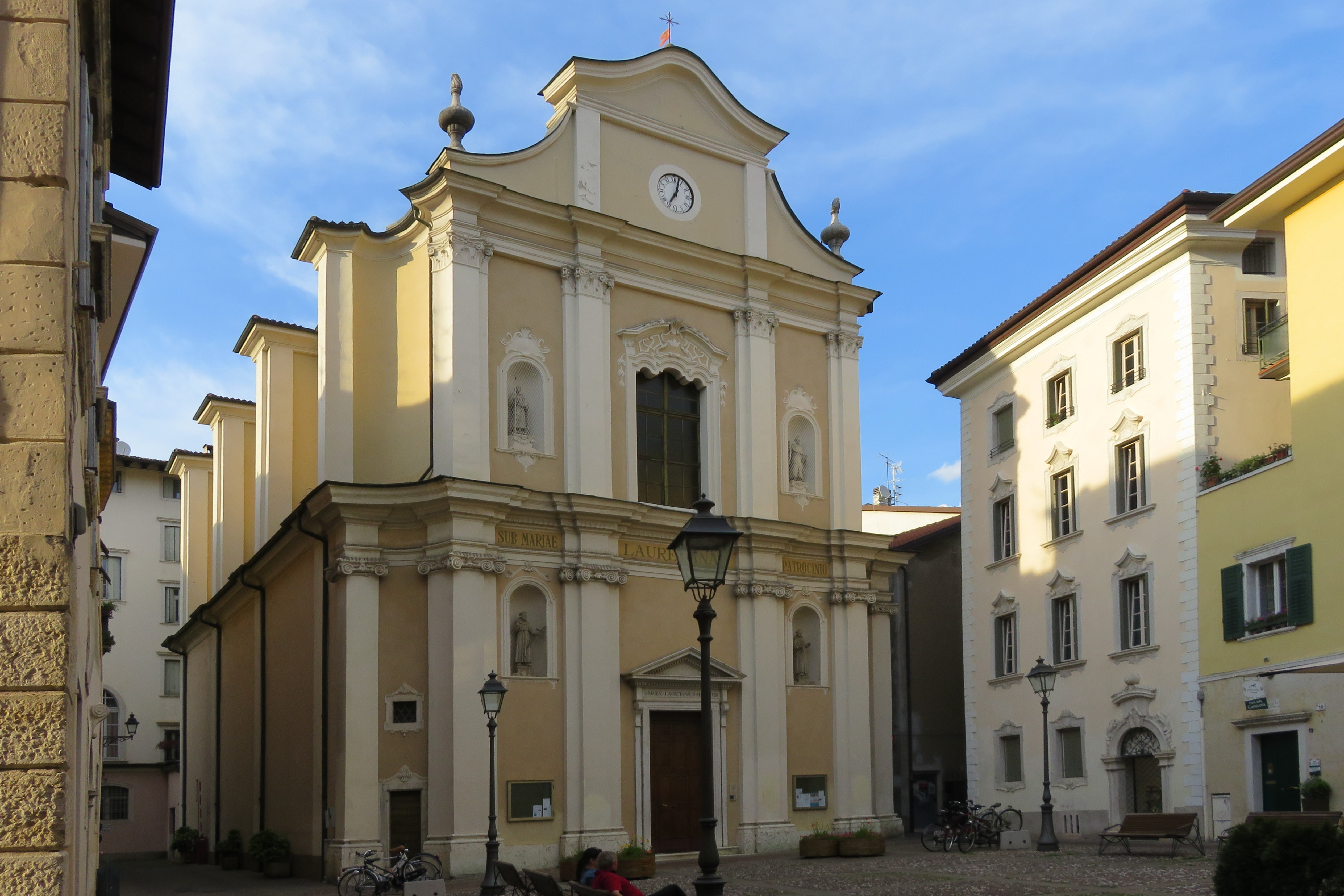
Chiesa della Madonna di Loreto

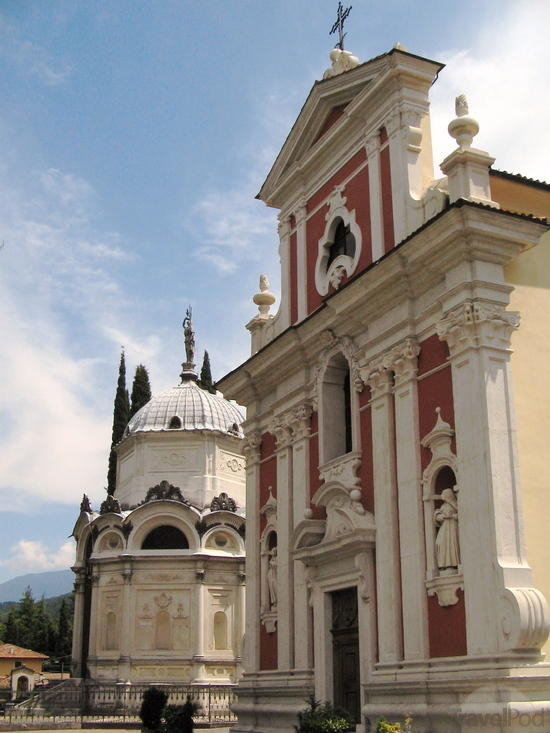
Santuario della Madonna del Monte con il mausoleo Tacchi

### Architetture religiose
- Cappella dell'Addolorata (frazione di Marco)
- Cappella del Santo Sepolcro
- Chiesa arcipretale di San Marco
- Chiesa del Suffragio
- Chiesa di Loreto
- Chiesa di Sant'Antonio Abate
- Chiesa di San Carlo Borromeo
- Chiesa di Santa Croce
- Chiesa di Santa Maria del Carmine
- Chiesa di Santa Maria del Suffragio
- Chiesa di San Floriano a Lizzana
- Chiesa di San Giorgio
- Chiesa di San Giovanni Battista, a Borgo Sacco
- Chiesa di San Martino (frazione di Noriglio)
- Chiesa di San Rocco
- Chiesa di Santa Caterina
- Chiesa di San Marco Evangelista a Marco
- Chiesetta di Santa Maria delle Grazie
- Chiesa della Santissima Trinità
- Ex chiesa di San Nicolò a Borgo Sacco
- Chiesa di Sant'Ilario a Sant'Ilario
- Mausoleo Tacchi
- Oratorio del Redentore
- Santuario della Madonna del Monte

### Architetture civili
- Casa Saibanti, in via Garibaldi

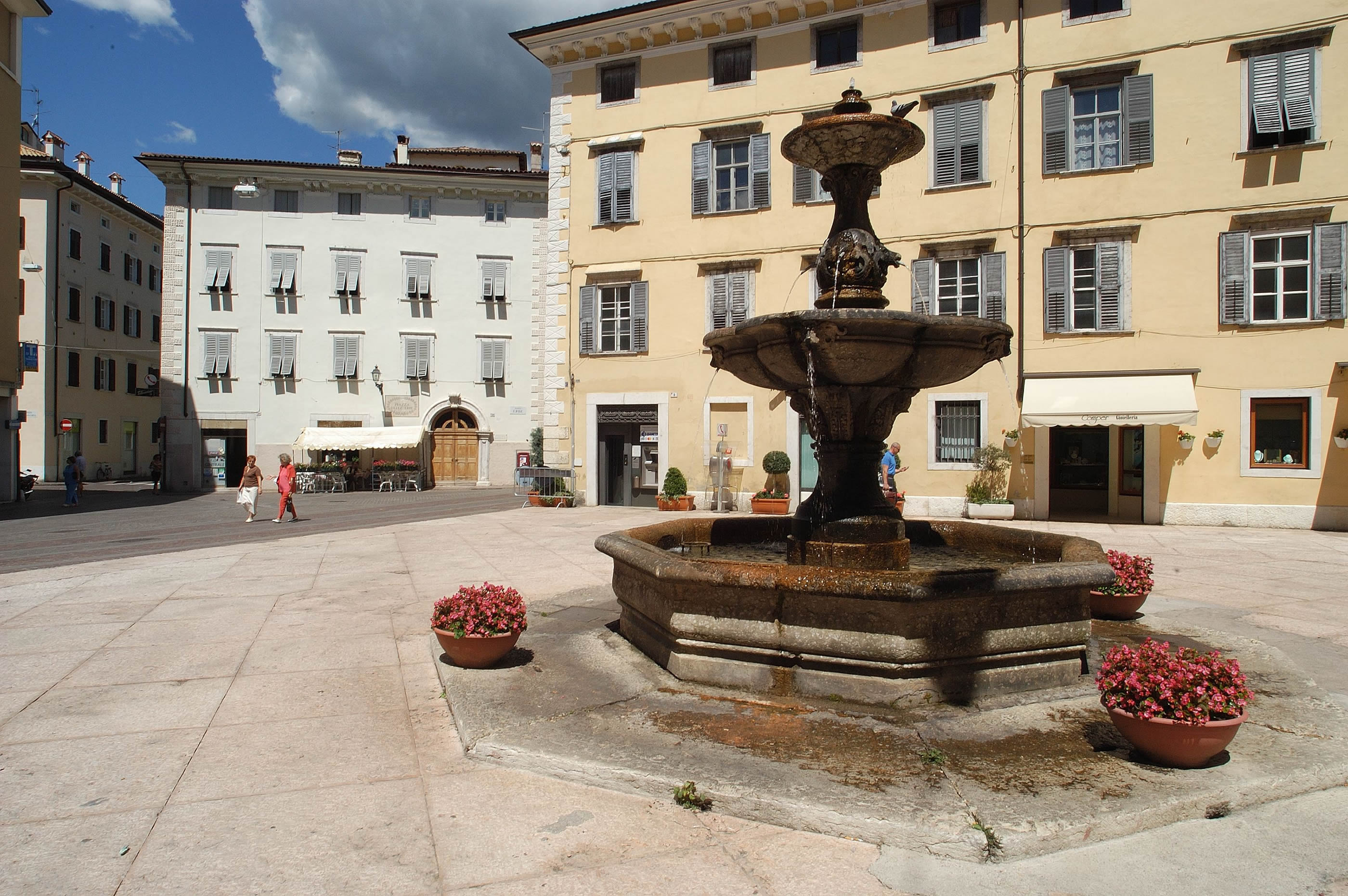
Piazza delle Erbe

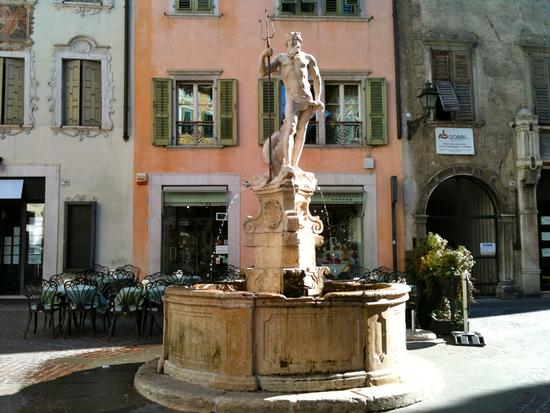
La fontana del Nettuno

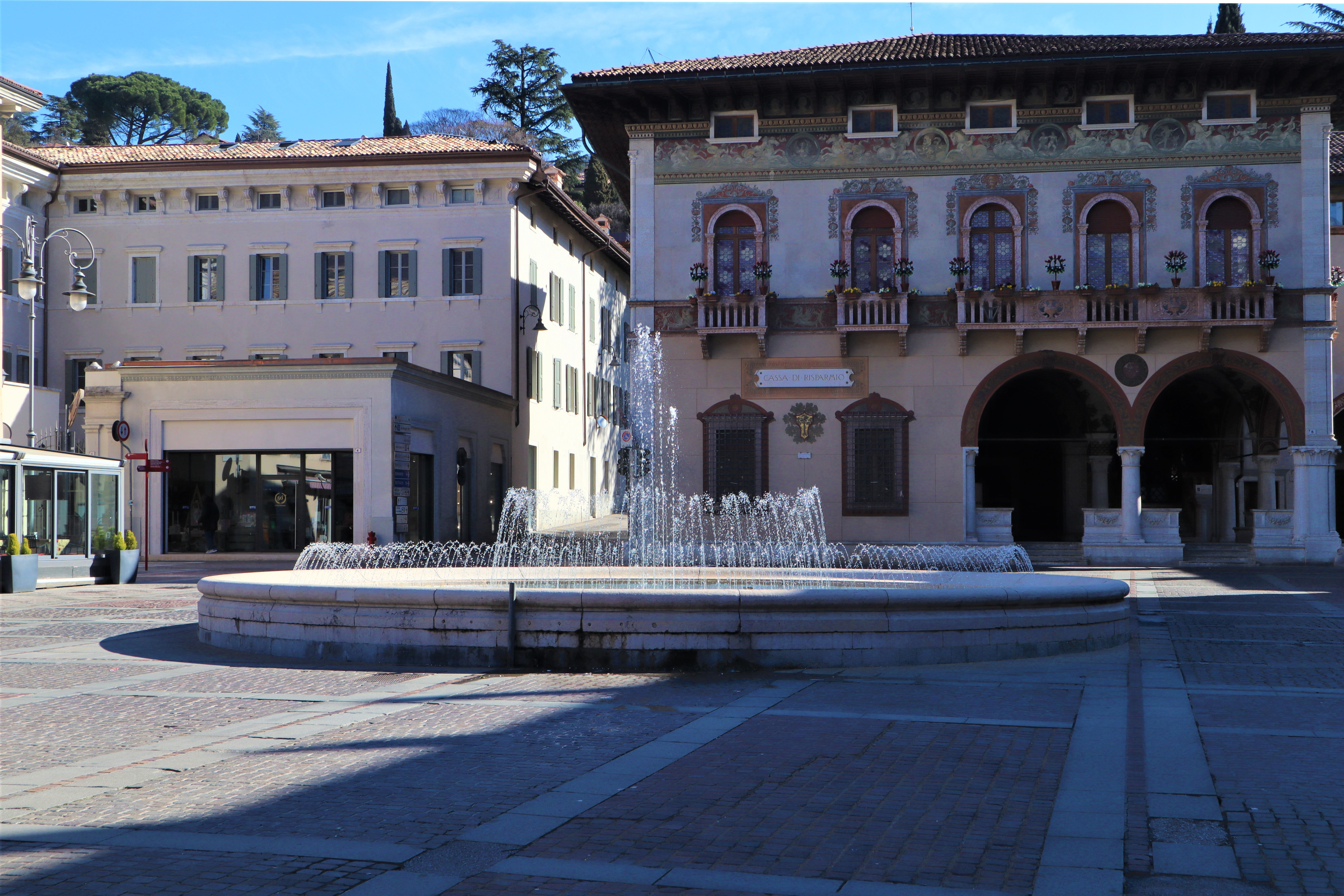
Palazzo Del Ben - Conti D'Arco o della Cassa di Risparmio in piazza Rosmini

- Casa natale di Damiano Chiesa, in Piazza San Marco
- Casa d'arte futurista Depero, in via Portici 38, museo fondato dall'artista Fortunato Depero
- Palazzo Annona, ora sede della Biblioteca Tartarotti e della Biblioteca di Scienze cognitive dell’Università degli Studi di Trento
- Filatoi di Roggia Paiari, storico complesso urbanistico costituito da sei filatoi edificati tra il 1700 e il 1750 nella zona di Santa Maria
- Filatoio Tacchi, in via Tartarotti
- Palazzo Fedrigotti
- Palazzo Piomarta. Ospita corsi dell'Università di Trento, in passato fu sede storica del Liceo Ginnasio "Antonio Rosmini" e dell'Istituto Tecnico Commerciale per Geometri "Felice e Gregorio Fontana", già Scuola Reale Elisabettina. Fu sede anche della Biblioteca civica Girolamo Tartarotti, del Museo civico di Rovereto e dell'Accademia Roveretana degli Agiati
- Palazzo Alberti Poja
- Palazzo Del Bene. Noto anche come palazzo della Cassa di Risparmio. Sede di un istituto bancario e dell'Accademia Roveretana degli Agiati
- Casa natale di Antonio Rosmini
- Palazzo Balista (Palazzo Rosmini "al Frassem")
- Palazzo Betta-Grillo
- Palazzo de' Cobelli
- Palazzo del Catasto
- Palazzo di Giustizia, opera di Karl Schaden
- Istituto Magistrale
- Istituto Tecnico Felice e Gregorio Fontana, dell'architetto Luciano Baldessari
- Palestra di via S. Giovanni Bosco
- Palazzo Parolari, sede della Fondazione Museo Civico di Rovereto
- Palazzo Sichardt
- Palazzo delle Poste
- Palazzo dell'Istituto Magistrale
- Palazzo Pretorio, sede del Comune
- Palazzo Testori
- Palazzo Todeschi
- Polo culturale, progettato dell'architetto Mario Botta e dall'ingegnere Giulio Andreolli. Comprende il Mart, l’auditorium Melotti, e la Biblioteca civica Girolamo Tartarotti
- Teatro comunale Riccardo Zandonai
- Torre civica, in via della Terra
- Villa Tranquillini
- Complesso della Manifattura Tabacchi
- ex Caserma Guardia di Finanza

### Architetture militari
- Il castello di Rovereto, situato sopra la centrale Piazza Podestà, ove ha sede all'interno di Palazzo Pretorio il municipio cittadino. Il primo nucleo del complesso fu costruito da Mainardo di Tirolo nella seconda metà del '200. Fu poi ampliato dai conti Castelbarco tra il XIII e il XIV secolo e ulteriormente dai veneziani nel corso della loro dominazione nel XV e XVI secolo. La struttura attuale è frutto proprio degli apprestamenti fortificatori realizzati dai Veneziani. Si tratta di uno dei migliori esempi di fortificazione alpina tardo-medievale. La costruzione del castello e della prima cinta di mura accompagnò anche l'inizio della prima evoluzione urbana di Rovereto, che conobbe grande sviluppo sotto il dominio veneziano nel Quattrocento. Il castello è posto in un punto panoramico sulla città, la Vallagarina, la gola del Leno e i monti circostanti.
- Resti delle mura medioevali castrobarcensi con le torri di vedetta
- Presso la sua frazione di Marco esisteva una polveriera militare (in precedenza, nel settecento, situata in zona Sega di Trambileno)

### Monumenti
- La Campana dei Caduti battezzata Maria Dolens, situata sul Colle di Miravalle, i cui cento rintocchi ricordano ogni sera i Caduti di tutte le guerre, invocando Pace e fratellanza nel mondo. Venne fusa il 30 ottobre 1924 con il bronzo dei cannoni offerti dalle Nazioni coinvolte nell'"immane massacro" della prima guerra mondiale. Nel secondo dopoguerra, non senza polemiche, venne trasferita sul colle di Miravalle, luogo panoramico da cui si può ammirare la Vallagarina. La Campana suona ogni sera al tramonto quale monito alla fratellanza universale nel ricordo del sangue versato su tutti i campi di battaglia.[35]
- Sacrario militare di Castel Dante, posto sulla sommità di Colle Castel Dante, dal quale è possibile avere una panoramica sulla città e sui suoi dintorni. La costruzione è del 1936, su progetto dell'architetto Ferdinando Biscaccianti. È l'estrema sepoltura di dodicimila soldati italiani e austro-ungarici uccisi sul fronte italiano durante la prima guerra mondiale. Il Sacrario conserva inoltre le spoglie di Fabio Filzi e Damiano Chiesa, considerati martiri irredentisti. Il monumento al generale Guglielmo Pecori Giraldi ricorda la 1ª Armata italiana che, nel 1916, fermò l'offensiva austriaca
- Stele monumentale commemorativa, inaugurata al termine del 2014, in ricordo degli oltre 300 caduti della città di Rovereto che combatterono nella Grande Guerra con la divisa dell'Imperial regio Esercito austro-ungarico.[36]
- Castel Lizzana
- Monumento ad Antonio Rosmini, posto sul corso omonimo, di fronte alla casa natale.
- Monumento all'Alpino.
- Monumento a Clementino Vannetti.
- Monumento a Riccardo Zandonai.
- Mausoleo Tacchi.
- Monumenti in memoria di Damiano Chiesa e Fabio Filzi.
- Mortaio da 305/10, davanti al Palazzo Pretorio, sede comunale.
- Porta di San Marco.
- Torre Civica.

### Fontane
- Fontana Rosmini, all'estremità est di corso Rosmini
- Fontana della Pace
- Fontana delle Due spine in via Santa Maria
- Fontana del Nettuno in piazza Cesare Battisti
- Fontana di piazza Erbe
- Fontana di piazza Filzi a Borgo Sacco

### Vie e piazze
- Corso Bettini
- Corso Rosmini
- Piazza Cesare Battisti
- Piazza Rosmini

### Altro
- Le impronte fossili lasciate nella zona dei Lavini di Marco da alcuni dinosauri della specie Camptosaurus (erbivoro) e Dilophosaurus (carnivoro) lungo i pendii di questa collina calcarea che da Rovereto costeggia la città digradando dolcemente verso Ala. Ai Lavini si possono ammirare all'incirca un centinaio di "orme", impronte fossili. Questa zona archeologica, non molto lontana dalla Campana dei Caduti, si può raggiungere proseguendo per la stessa strada oppure in mezz'ora di cammino; la strada asfaltata (strada degli Artiglieri) che porta alle Orme è costeggiata da numerosi capitelli votivi che ricordano i caduti della prima guerra mondiale, e porta altresì alla grotta dove fu catturato Damiano Chiesa.

## Società

### Evoluzione demografica
Abitanti censiti

### Etnie e minoranze straniere
Al 31 dicembre 2023 la popolazione straniera era di 4 430 persone, pari all'11,22 % della popolazione.

### Lingue e dialetti
La lingua italiana è affiancata in varie occasioni dal dialetto trentino (roveretano) che presenta caratteristiche diverse dal dialetto parlato nel resto della provincia perché "la parlata lagarina presenta tratti veronesi, […] che diventano ancora più evidenti nella parte bassa, tanto che - scrive Giulia Anzilotti - definirei la parlata un dialetto trentino meridionale, di passaggio cioè fra il trentino centrale e il veronese, talora più vicino a questo che a quello". (Anzilotti 1992, p. 8. Cfr. anche Zamboni 1977, p. 46)Fino al 1918, l'uso del tedesco era ancora molto diffuso nelle famiglie bilingui presenti in città, anche era d'uso nei rampolli delle famiglie ricche studiare a Innsbruck, Graz, Vienna, Monaco, Stoccarda.

### Tradizioni e folclore
Molte tradizioni e feste popolari, celebrate nei siti storici di Borgo Sacco, di Santa Maria (già borgo San Tommaso), di Santa Caterina, si sono spente nel corso degli ultimi decenni, poche altre sopravvivono grazie all'entusiasmo di volontari.

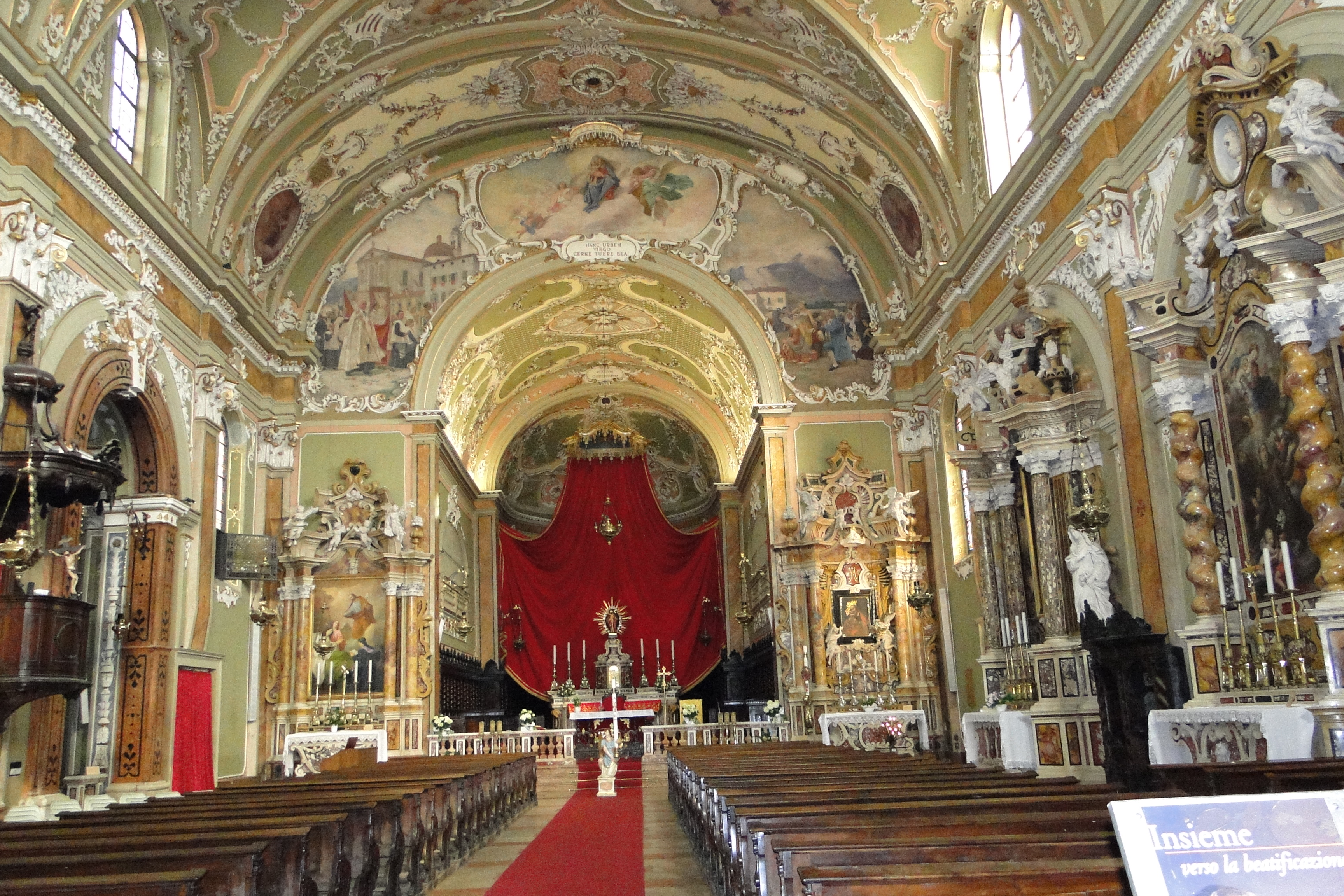
Interno della chiesa arcipretale di san Marco

- Processione votiva del 5 agosto, dedicata a Santa Maria Ausiliatrice. Popolarmente (erroneamente) scambiata per la "Madonna della Neve" di tradizione romana, essa esprime da tre secoli la riconoscenza di Rovereto per aver evitato nell'estate del 1703, le devastazioni inflitte alla Valle Lagarina dalle truppe del generale Vendôme nel corso della Guerra di successione spagnola (1702-1714). Le forze francesi avanzavano dal Garda per congiungersi a Trento con quelle dell'elettore di Baviera che calava dal Tirolo: sul loro percorso avevano seminato incendi e distruzioni a Nago, Brentonico, Loppio. Il Vendôme, incerto fino all'ultimo sulla strada migliore per proseguire verso Nord, scelse infine di proseguire lungo la Destra Adige. I roveretani, lasciati indifesi di fronte all'invasore, erano fuggiti con le famiglie in Vallarsa e a Serrada. Quelli rimasti videro il 5 agosto ardere Mori e Isera, messi a ferro e fuoco dai francesi. Rovereto era salva. Nella chiesa di San Marco due grandi affreschi sul presbiterio, dipinti agli inizi del secolo scorso, documentano e raccontano la riconoscenza dei roveretani per esser scampati a quegli avvenimenti funesti e ne danno testimonianza storica.
- Il Palio delle Zattere a Borgo Sacco, rievoca ogni anno, a giugno, il passato importante del "Paese delle Zattere". Le imbarcazioni navigando da Nord sull'Adige approdano sulla riva dove sorgeva l'antico porto fluviale. Gli equipaggi si sfidano in prove di abilità e destrezza durante la discesa sul fiume. Vincono gli "zattieri" più veloci e con il minore addebito di penalità. Ai vincitori va in premio lo stendardo che riproduce l'antico stemma di Borgo Sacco e quindi si svolge il corteo degli equipaggi degli zattieri partecipanti al Palio.
- La Fiera di Santa Caterina. Si celebra ogni anno, l'ultima settimana di novembre nel rione dove sorge il convento francescano di Santa Caterina d'Alessandria.
- Festa della "Repubblica di Zinevra" oggi obliata, coinvolgeva a Carnevale tutto il rione di Santa Maria, anticamente Borgo di San Tommaso che ha per confine a Nord il torrente Leno dove, presso il Ponte Forbato, schiera la sua enigmatica "Casa dei Turchi". Soltanto nel 1820 il borgo, molto popoloso, residenza di parecchie famiglie nobili (gli Orsi, i Cobelli, i Masotti, i Candelpergher), entrò a far parte del comune di Rovereto, conservando tuttavia un fortissimo sentimento di identità sua propria. Santa Maria scelse per stemma il ginepro, quasi in contrapposizione con la quercia di Rovereto comune. Di qui la spiritosa invenzione campanilistica di uno Stato separato, la "Repubblica di Zinevra", per l'appunto, che celebrava le sue ironiche battaglie e i suoi riti più fastosi nelle feste del Carnevale.[41]
- La Festa degli Alberi. La tradizione, che costituiva anche una manifestazione di italianità, nacque nella seconda metà dell'Ottocento, sotto il podestà Valeriano Malfatti. Era la prima germogliata in Trentino ad imitazione di altre che si stavano diffondendo in Italia. Per decenni vide la partecipazione di tutte le scolaresche roveretane e dell'intera città. È stata abbandonata negli anni cinquanta del secondo dopoguerra. La Festa degli Alberi veniva celebrata nella tarda primavera quando «partiva dalla città una festante e gioiosa colonna di scolari con la banda in testa e col seguito di una lieta e numerosa turba di familiari e di concittadini per recarsi in Vallunga, nel Bosco della Città o nella solatia Valscodella dove ciascuno dei ragazzi, assistito da persone competenti, passava ad eseguire l'operazione del collocamento in sede della piantina di sua spettanza.»[42]

## Cultura

### Istituzioni culturali
Accademia Roveretana degli Agiati
Nata nel 1750 per iniziativa di Giuseppe Valeriano Vannetti, Francesco Saibante, Bianca Laura Saibante, Gottardo Antonio Festi e Giuseppe Felice Givanni, venne riconosciuta ufficialmente e benevolmente dall'imperatrice Maria Teresa d'Austria nel 1753. Aggregò tra i suoi Soci alcuni tra i più significativi ingegni italiani e tedeschi del periodo, nei campi delle Scienze, delle Lettere e delle Arti. Dopo l'interruzione delle guerre napoleoniche, peraltro, essa non fu più la stessa. A fine Ottocento l'accademia conobbe una deriva irredentista che la impoverì alquanto. 
Biblioteca civica Girolamo Tartarotti
Fondata nel 1764 grazie all'impegno di Giuseppe Valeriano Vannetti e Francesco Saibante, essa raddoppiò poco dopo la sua dotazione grazie alla ricca biblioteca già appartenuta a Girolamo Tartarotti.
Associazione Mozart Italia - AMI
Pro loco Rovereto

### Musei
Mart, Museo d'arte moderna e contemporanea di Trento e Rovereto.
Aperto nel 2002 è il più grande museo di arte contemporanea costruito in Italia in tutto il Novecento. La struttura, progettata dall'architetto ticinese Mario Botta, è di per sé stessa di grande richiamo con la facciata costituita dai due settecenteschi palazzi Alberti e Dell'Annona e la grande cupola che si apre una volta entrati a formare una vera e propria piazza. La struttura ospita anche la biblioteca civica e l'auditorium Fausto Melotti.
Museo storico italiano della guerra
Si trova all'interno del Castello di Rovereto, nel centro storico cittadino. Fondato nel 1921, conserva ed espone oggetti, documenti, fotografie e reperti relativi ai conflitti dall'età moderna ad oggi. Il nucleo di materiali più significativo è quello che riguarda la prima guerra mondiale, arricchito dalla ricca Sezione di artiglierie della Grande Guerra.
Fondazione Museo civico di Rovereto
Nel centrale Palazzo Parolari. È tra i più antichi musei italiani: fu fondato infatti nel 1851, 10 anni prima dell'Unità d'Italia. Nel 2008 ha inaugurato il nuovo allestimento con le sale di zoologia (Uccelli e Mammiferi), numismatica e archeologia (Preistoria, Romanità e Magna Grecia), in particolare con la preziosa collezione donata dall'archeologo Paolo Orsi. Ogni week-end il museo propone spettacoli di astronomia al Planetario ubicato all'interno del suo giardino. Sezione staccata importante del Museo è l'Osservatorio astronomico situato sul Monte Zugna(1620 m s.l.m.).
Casa d'arte futurista Depero
Riaperta il 17 gennaio 2009 in occasione del centenario del movimento futurista, accoglie le opere più rappresentative dell'artista come dipinti, sculture e non solo. Quasi tutto l'arredamento è rimasto quello originale, come ad esempio le panche in legno. L'edificio è stato ristrutturato e i lavori hanno permesso di mettere in sicurezza la Galleria Museo Fortunato Depero, aperta al pubblico nel 1959 e allestita dallo stesso Depero un anno prima della sua scomparsa (1960).

### Scuole
Rovereto è sede di varie istituzioni scolastiche superiori e professionali: il Liceo Antonio Rosmini (già Imperial Regio Ginnasio, fondato nel 1672), l'Istituto tecnico Fontana (nato dalla mitica Scuola Reale Elisabettina del 1855), il Liceo "Fabio Filzi", il Liceo artistico "Fortunato Depero", l'Istituto Tecnico Tecnologico "Guglielmo Marconi", l'Istituto Istruzione Superiore don Milani, l'Istituto Alberghiero Trentino, il Centro di formazione professionale "Opera Armida Barelli", il Centro di formazione professionale "Giuseppe Veronesi" ed il LIA - Liceo Internazionale Arcivescovile ad indirizzo linguistico. Nel 1767, presso il Monastero di Santa Croce, poi abbattuto per esigenze militari nel 1915, prese avvio la prima scuola elementare femminile pubblica e gratuita della città.

### Case editrici
A Rovereto ha sede la Keller editore, che ha curato la traduzione e la diffusione sul mercato italiano di molti autori europei come il premio Nobel per la letteratura del 2009 Herta Müller. A lungo è stata attiva la Casa Editrice Manfrini, nella vicina località di Calliano, specializzata in pubblicazioni dedicate alla storia, alla cultura ed alla natura locale. 

### Cinema
A Rovereto si tiene la rassegna Discovery on Film con la proiezione di audiovisivi provenienti dal repertorio del Prix Leonardo (il maggiore festival del film scientifico, in programma annualmente a Parma). Vi è inoltre la Rassegna Internazionale del Cinema Archeologico, organizzata sempre dal Museo Civico di Rovereto nata nell'ambito del convegno Paolo Orsi e l'archeologia del Novecento con l'intento di raggiungere e sensibilizzare il grande pubblico sui temi della ricerca archeologica e della tutela del patrimonio culturale. Il pubblico, attraverso una votazione, assegna il premio "Città di Rovereto - Archeologia Viva".
Rovereto è stata location cinematografica della serie televisiva La dama velata (2015).

### Teatro
Il Teatro comunale Riccardo Zandonai, è il primo teatro aperto in Trentino, opera significativa della Rovereto del secolo XVIII. 
La prima costruzione avvenne nel 1783: si trattava di una costruzione limitata al corpo del palcoscenico e alla sala; successivamente fu sostituita da un'opera in muratura e nel 1871 fu completata con la nuova facciata.
Durante la prima guerra mondiale fu gravemente danneggiato e utilizzato come stalla, magazzino e caserma; in seguito venne ristrutturato e nuovamente inaugurato con l'opera "Francesca da Rimini" di Riccardo Zandonai, a cui il teatro, in quell'occasione, fu intitolato.
Nell'ottobre del 2014 il teatro è stato riaperto al pubblico dopo 12 anni di lavori di restauro, mentre l'11 aprile 2015 c'è stata l'inaugurazione lirica con la messa in scena integrale del Barbiere di Siviglia di Gioachino Rossini.

#### Festival Oriente Occidente
Il Festival Oriente Occidente viene accolto ogni anno dal 1981, nel teatro comunale Riccardo Zandonai e in altre sedi che si sono aggiunte nel tempo, come l'auditorium Fausto Melotti, all'interno della struttura che ospita il museo d'arte moderna e contemporanea di Trento e Rovereto e la biblioteca civica Girolamo Tartarotti: Si tratta di un festival internazionale di danza contemporanea.

### Musica
Rovereto gode di una tradizione musicale plurisecolare. Varie sono le istituzioni storiche che si dedicano alla musica cittadina quali:
- AMI - Associazione MOZART ITALIA - sede nazionale
- la Civica Scuola Musicale "Riccardo Zandonai"[51]
- la Musica Cittadina "Riccardo Zandonai" (fondata nel 1830)[52]
- l'Accademia di Musica Antica
- l'Associazione Filarmonica

Tra le istituzioni di più recente costituzione sono da ricordare: 
- l'Associazione Amici dell'Opera
- il Centro Internazionale di Studi Riccardo Zandonai
- il Coro Polifonico "Voci Roveretane"
- un'orchestra di fiati (l'Orchestra di Fiati "Liceo Antonio Rosmini")
- l'Associazione Culturale Euritmus
- l'ensemble d'archi Trio Broz

### Eventi
- Rassegna internazionale del cinema archeologico di Rovereto, si svolge annualmente nella prima settimana di ottobre.
- Premio Bonporti, ogni anno a ottobre si svolge a Rovereto dal 1996, concorso di musica antica su strumenti originali in Europa. Il concorso, ha visto alternarsi alla sua presidenza il clavicembalista Gustav Leonhardt e la violinista Chiara Banchini.[53]
- Palio Città della Quercia, un meeting internazionale di atletica leggera dalla lunga tradizione.

## Geografia antropica
Il paesaggio ha risentito del progressivo processo di urbanizzazione. Le modalità dello sviluppo urbano recente della città hanno causato palesi forme di frammentazione del paesaggio, che hanno determinato fenomeni di alterazione della matrice rurale e del limite dello spazio urbano costruito. Dal punto di vista del consumo di aree naturali non sono state intaccate aree riconosciute come importanti dal punto di vista delle risorse naturali, mentre il territorio agricolo pregiato è stato interessato da fenomeni di consumo, riduzione o parcellizzazione del terreno.

### Suddivisioni amministrative

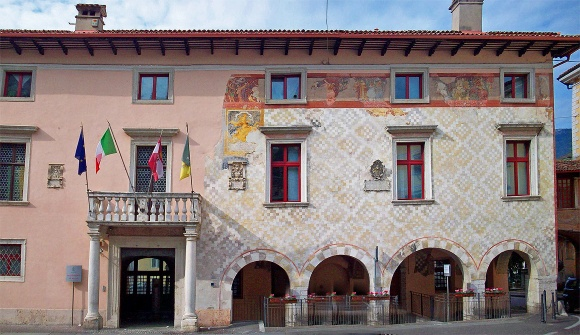
Il Palazzo Pretorio, sede del Comune

Il Comune di Rovereto è suddiviso in 7 circoscrizioni: Rovereto Centro, Rovereto Nord, Sacco-San Giorgio, Rovereto Sud, Lizzana-Mori ferrovia, Marco, Noriglio.

#### Rovereto Nord
È la circoscrizione amministrativa numero 2 del comune di Rovereto. Comprende l'area nord della città e, in particolare, la zona di Sant'Ilario e del Brione. 
La prima prende il nome dalla chiesetta romanica di Sant'Ilario, eretta nel 1197 (quasi contemporaneamente alla primitiva chiesa di Santa Margherita di Ala) sul piccolo poggio che si affianca alla strada verso Trento, dove si svolgeva un'antica fiera mercato. La chiesa aveva annesso un ospizio, ormai scomparso, che dapprima fu per lebbrosi e poi per pellegrini. La gastaldia di Sant'Ilario, fondata dal pio vescovo Corrado II di Beseno, godette di molti privilegi per indulgenze e di cospicue entrate derivanti dalla fiera e dai vasti terreni di cui fu dotato l'ospizio. Questo fino al 1593, allorché il sinodo diocesano incorporò il priorato con tutti i benefizi al fondo del seminario vescovile. Più verso il centro città, invece, sorge il Brione, un quartiere sorto nei primi anni settanta del XX secolo che ingloba ormai l'omonima via, ma anche molte strade limitrofe. Fu sede della Società agricoltori della Valle Lagarina e divenuto una zona residenziale. 
Parte della Circoscrizione Nord è sorta sui terreni lasciati generosamente in eredità alle istituzioni di beneficenza roveretane dall'archeologo Federico Halbherr. Qui, infatti, allora in aperta campagna, l'illustre archeologo teneva la sua villa, poi demolita per dar spazio alle edificazioni attuali. A breve distanza dalla "Piazza della Pace", che sorge per l'appunto sui terreni ex Halbherr, si trova il Parco Colorio (ex Parco Amico), un'ampia area verde intitolata all'Ing. Gino Colorio, all'interno della quale trovano spazio il nuovo Centro Giovani di Rovereto ed il Centro Civico del Brione, un moderno complesso nel quale è inserita la Chiesa di San Giuseppe. 
Sulla collina sovrastante la circoscrizione di Rovereto Nord domina il Parco Vallunga, più noto come "Bosco della Città", ma all'interno del quartiere del Brione esiste un ulteriore polmone verde costituito dalla "collinetta", piccolo dosso interposto tra la zona di "Città Nova" e le costruzioni ITEA restrostanti.

### Frazioni
Borgo Sacco

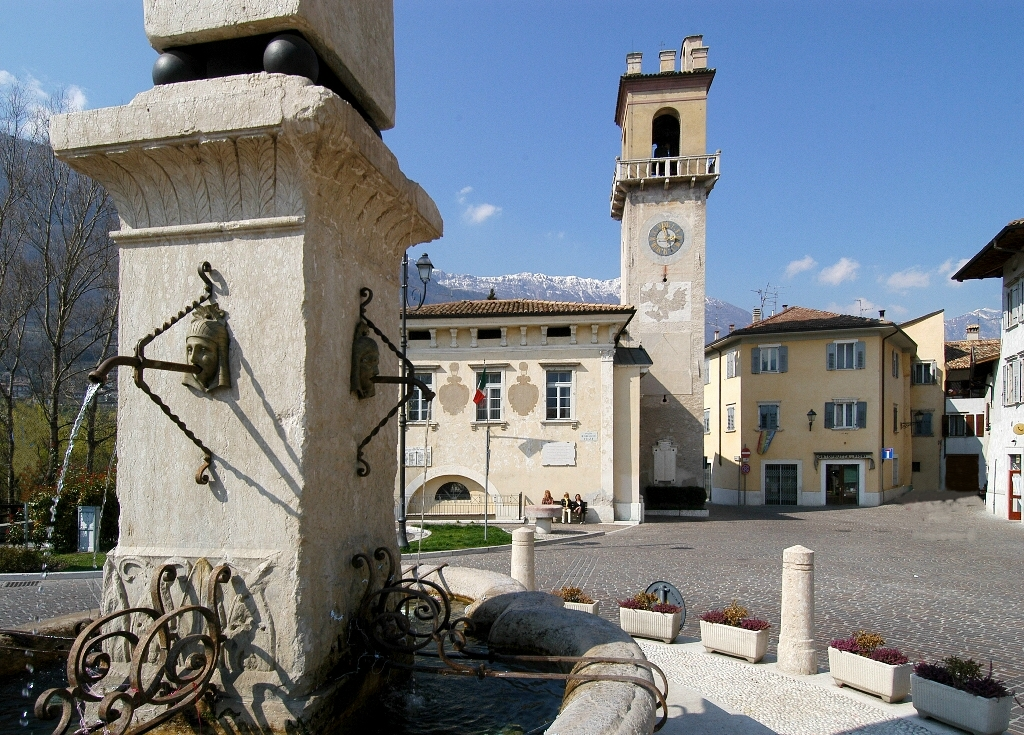
Piazza Fabio Filzi a Borgo Sacco

Comune autonomo fino al 18 marzo 1920, quando venne accorpato a Rovereto, Sacco si manifesta come un borgo attivo economicamente sin dal Medioevo quale importante porto fluviale lungo l'Adige, legato al sovrastante Castel Pradaglia sulla riva contrapposta, dove i Signori del tempo invigilavano sui traffici e ne riscuotevano i dazi dei traffici commerciali con Verona e il Nord. Era sede della gilda degli Zattieri ai quali era affidata la navigazione e il trasporto merci che si svolgeva prevalentemente su zattere, donde il nome. Qui fu insediata nella seconda metà del 1800 la grandiosa Manifattura Tabacchi che riforniva di sigari all'Impero Austro-Ungarico. Vi erano impiegate in prevalenza donne chiamate le "zigherane" alle quali è stato dedicato un monumento. A Borgo Sacco sorge la bella architettura settecentesca della Chiesa di San Giovanni con notevoli affreschi di Gaspare Antonio Baroni Cavalcabò. 
Lizzanella

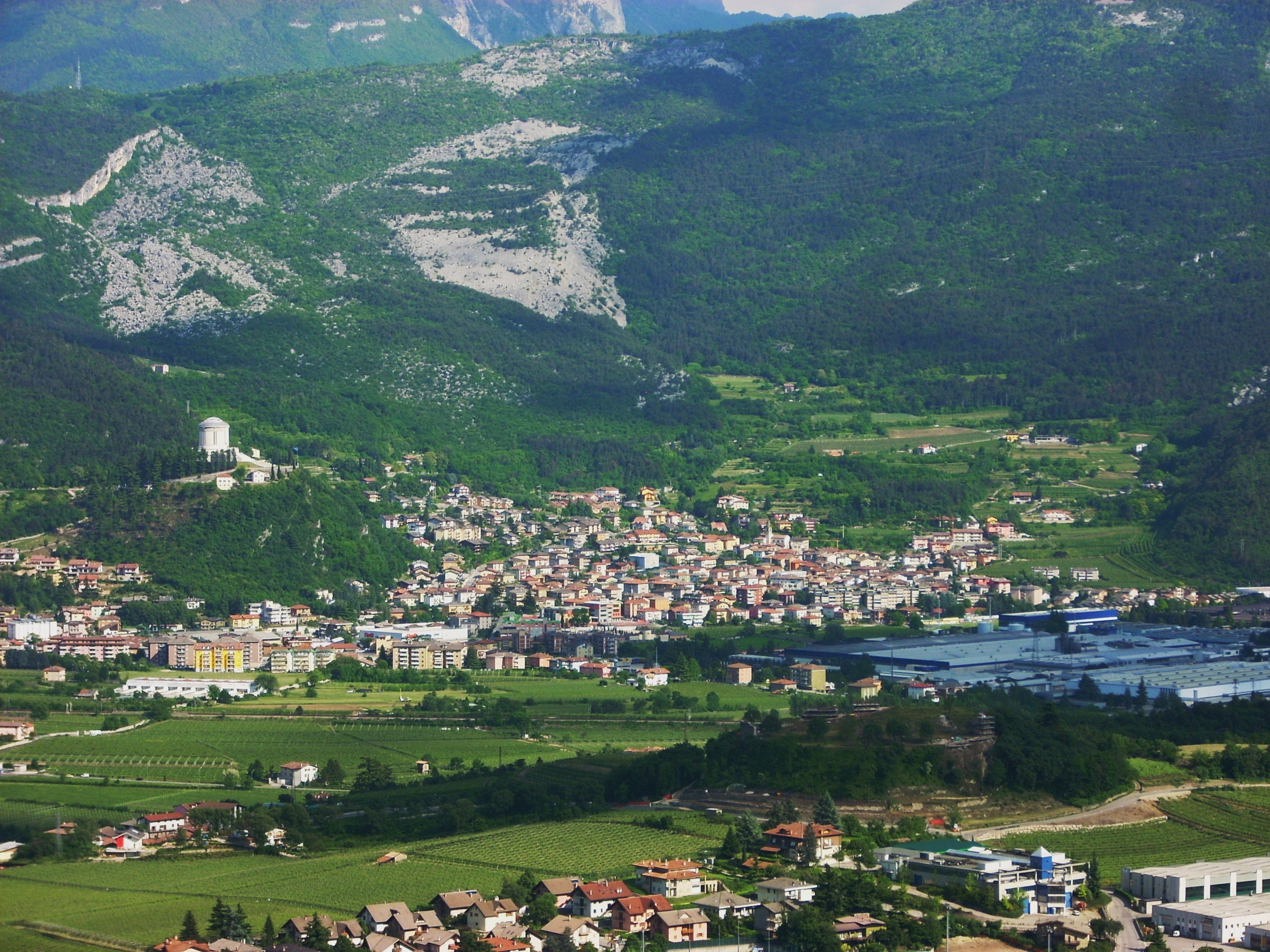
Lizzanella e Lizzana. In alto il Sacrario militare di Castel Dante.

Il nome Lizzanella deriva dal contiguo borgo di Lizzana (Liciana, antica pieve). Supera i 2 000 abitanti.
Nel 1818 ospitava la grande filanda di Domenico Bettini che utilizzò per la prima volta la macchina a vapore come forza motrice per il movimento delle aspi, sistema successivamente adottato dalle altre filande in provincia. La filanda Bettini rappresentava la tipica industria roveretana: produceva la seta greggia, bianca e gialla, di tre e cinque bozzoli. Nel 1851 impiegava 20 operai maschi e 400 donne, oltre ad 8 allievi maschi e a 40 allieve donne..
Nel centro del paese, sorge la chiesa che risale al XII secolo, dedicata a Sant'Antonio abate, nella cui ricorrenza per tradizione secolare viene impartita la benedizione degli animali.
Lizzana
Lizzana è una frazione posta a sud di Rovereto, fra i paesi di Lizzanella e Marco.

## Economia
A Rovereto l'attività industriale è sviluppata in vari settori, dall'industria meccanica, chimica, farmaceutica, tessile, cartaria, ottica, del legno, alimentare. Sono presenti infrastrutture artigianali e commerciali di piccola a media dimensione e l'agricoltura interessa in prevalenza le frazioni. Importante risulta la produzione di mobili e di oggetti in legno, impreziositi da decorazioni artistiche, di pianoforti, di liuti, di chitarre, di paralumi e di merletti.
La storia dell'industria roveretana ebbe le sue origini nella lavorazione della seta il cui integrale ciclo produttivo trovò già sotto il dominio di Venezia, sul finire del Cinquecento, i primi insediamenti. (L'impianto urbanistico di Rovereto conserva memoria di tali insediamenti specializzati nelle varie rogge che servivano gli opifici e nelle strade deputate all'esercizio delle loro attività, quali le vie Setaioli, Tintori, ecc.).
In epoca moderna, con gli anni sessanta del secolo scorso, si assiste ad un processo radicale di razionalizzazione ed espansione dei settori primario e secondario con la nascita della Zona industriale delle Binelonghe, a Rovereto Sud. Un progetto studiato e concretizzato dalla prima "Comunità di Valle" nata nella provincia: la Comunità della Valle Lagarina fortemente voluta dall'allora sindaco di Rovereto Giuseppe Veronesi. Quella istituzione, antesignana delle discusse Comunità odierne, operò per un decennio, dal dicembre 1959 al novembre 1969, mirando alla finalità prioritaria fissata nel suo Statuto, a favore non solo di Rovereto, ma dell'intera Valle Lagarina: «promuovere, coordinare ed attuare iniziative dirette al progresso economico–sociale ed al benessere della zona, nonché di predisporre, in collaborazione con altri organi competenti, appositi piani di sviluppo e di integrazione».
L'incremento del settore industriale nel fondo valle roveretano veniva sincronizzato con la progressiva diminuzione degli addetti di un'agricoltura impoverita e conseguentemente venivano potenziati i servizi a favore dei lavoratori (edilizia popolare, scuole, assistenza sanitaria, tempo libero ecc.). Nelle previsioni degli studi promossi da quella prima Comunità lagarina, si favoriva il mantenimento del domicilio dei lavoratori nei paesi di residenza, favorendone la pendolarità quotidiana mediante lo sviluppo della rete stradale e della viabilità. Questi propositi furono poi contraddetti con l'affermarsi di singole ambizioni campanilistiche: alcuni paesi vollero una loro propria "zona industriale" erodendo spazi all'economia agricola e infliggendo ferite irreparabili al paesaggio rurale della Valle Lagarina.

## Infrastrutture e trasporti

### Strade
- L'autostrada del Brennero; nello specifico, nel tratto compreso nel Comune di Rovereto:
- Casello di Rovereto sud - Lago di Garda nord
- Casello di Rovereto nord

### Strade statali e provinciali
- strada statale 12 dell'Abetone e del Brennero
- strada statale 240 di Loppio e Val di Ledro
- strada statale 46 del Pasubio, importante direttrice verso il Veneto e in particolare Vicenza.
- strada provinciale 2, che conduce a Terragnolo e Folgaria;
- strada provinciale 89, che percorre la Vallarsa parallelamente alla SS 46, sul versante opposto della valle;
- strada provinciale 90, nota come destra adige, poiché corre sul lato occidentale della valle, a destra rispetto al fiume.

### Ferrovie
La stazione di Rovereto è posta sulla ferrovia del Brennero ed è stata inaugurata nel 1859. La sua realizzazione lungo la tratta dell'Adige determinò la definitiva scomparsa della navigazione fluviale e l'attività degli "zattieri" che avevano la loro base operativa nel porto di Borgo Sacco. Si ricorda la Ferrovia Rovereto-Arco-Riva - "RAR", una linea ferroviaria a scartamento ridotto (760 mm) che collegava la Ferrovia del Brennero con la riva nord del Lago di Garda in esercizio dal 1891 al 1936.

### Mobilità urbana
Il trasporto urbano e interurbano è gestito dall'azienda Trentino Trasporti; dal 2001 il servizio urbano è esteso su un'area sovracomunale (8 Comuni ampliati a 10 nel 2011) e si realizza con una rete di 8 linee.

## Amministrazione

### Podestà
- Valeriano Malfatti (1886 - 1915; 1918 - 1920)

### Sindaci di Rovereto dal 1945
| Periodo           | Periodo           | Primo cittadino          | Partito                               | Carica           | Note   |
| ----------------- | ----------------- | ------------------------ | ------------------------------------- | ---------------- | ------ |
| 1945              | 1946              | Silvio Bettini Schettini |                                       | Sindaco          | [ 60 ] |
| 1946              | 1957              | Giuseppe Veronesi        | Democrazia Cristiana                  | Sindaco          | [ 61 ] |
| 1957              | 1960              | Ferruccio Trentini       |                                       | Sindaco          | [ 62 ] |
| 1960              | 1964              | Maurizio Monti           |                                       | Sindaco          |        |
| 1965              | 1974              | Guido Benedetti          |                                       | Sindaco          |        |
| 1974              | 1977              | Danilo Vettori           |                                       | Sindaco          |        |
| 1978              | 1983              | Pietro Monti             |                                       | Sindaco          |        |
| 7 luglio 1986     | 11 giugno 1990    | Renzo Michelini          | Democrazia Cristiana                  | Sindaco          |        |
| 11 giugno 1990    | 19 giugno 1995    | Pietro Monti             | Democrazia Cristiana                  | Sindaco          | [ 63 ] |
| 19 giugno 1995    | 16 gennaio 1996   | Giuseppe Chiocchetti     | Partito Autonomista Trentino Tirolese | Sindaco          | [ 64 ] |
| 6 febbraio 1996   | 3 giugno 1996     | Stelio Iuni              |                                       | Comm. straord.   |        |
| 3 giugno 1996     | 15 maggio 2000    | Bruno Ballardini         | Democratici di Sinistra               | Sindaco          | [ 65 ] |
| 19 giugno 2000    | 9 maggio 2005     | Roberto Maffei           | Lista civica                          | Sindaco          | [ 65 ] |
| 9 maggio 2005     | 1º giugno 2010    | Guglielmo Valduga        | Lista civica                          | Sindaco          | [ 66 ] |
| 1º giugno 2010    | 25 maggio 2015    | Andrea Miorandi          | Partito Democratico                   | Sindaco          |        |
| 25 maggio 2015    | 15 settembre 2023 | Francesco Valduga        | Lista civica                          | Sindaco          | [ 67 ] |
| 16 settembre 2023 | 10 giugno 2024    | Giulia Robol             | Partito Democratico                   | Sindaca Reggente | [ 68 ] |
| 10 giugno 2024    | in carica         | Giulia Robol             | Partito Democratico                   | Sindaca          | [ 69 ] |

### Altre informazioni amministrative
La circoscrizione territoriale ha subito le seguenti modifiche: nel 1920 aggregazione del soppresso comune di Borgo Sacco; nel 1927 aggregazione di territori dei soppressi comuni di Lizzana, Marco e Noriglio; nel 1958 aggregazione di territori staccati dal comune di Volano (zone disabitate).

### Gemellaggi
- Kufstein, dal 1988
- Forchheim, dal 1989
- Dolní Dobrouč, dal 1998
- Bento Gonçalves (Rio Grande do Sul), dal 2007
- Zabrze, dal 2020

## Sport

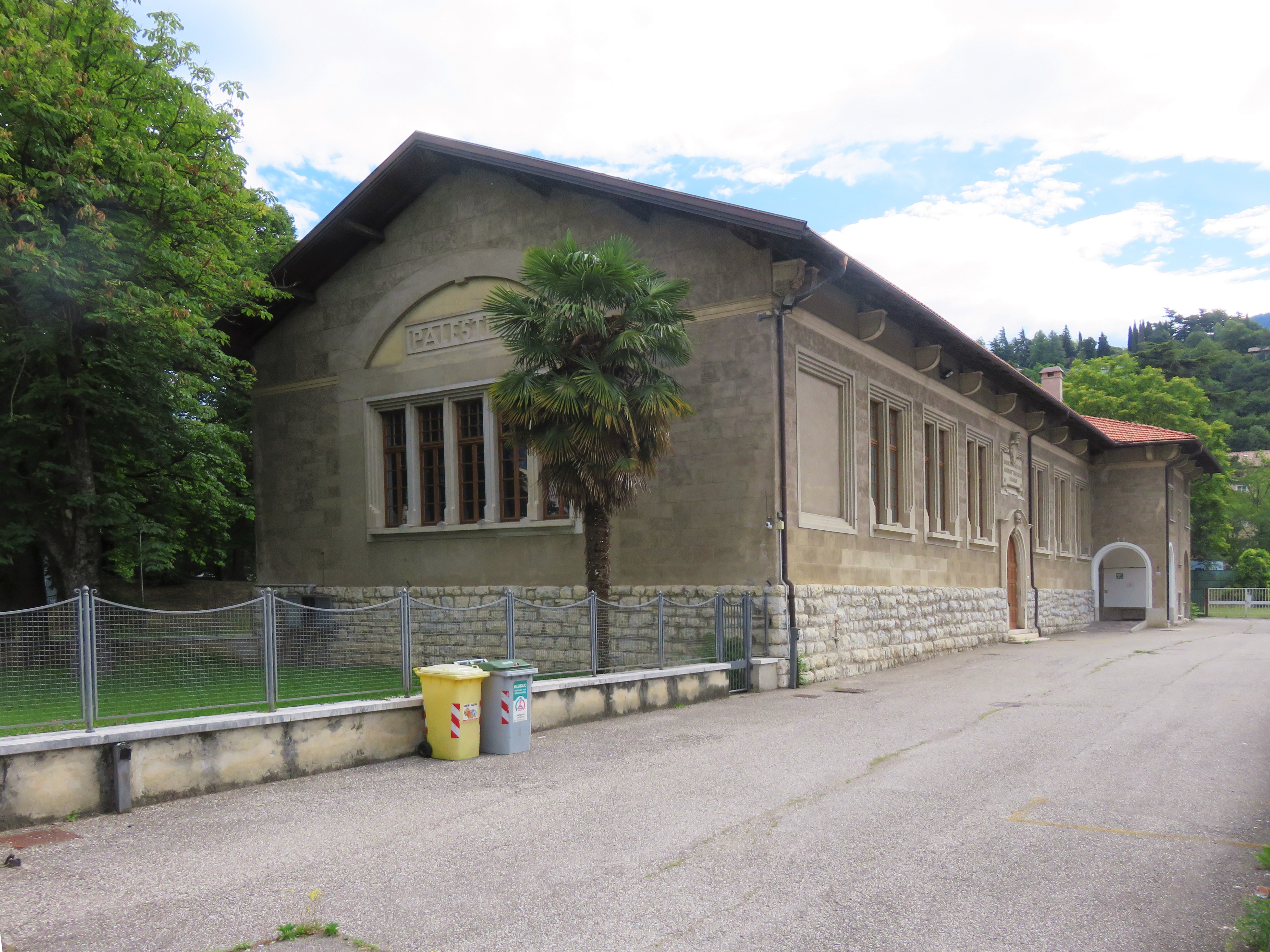
Storica palestra in via San Giovanni Bosco a Rovereto

### Atletica leggera
Storica società roveretana è l'Unione Sportiva Quercia Rovereto, nata ufficialmente il 18 giugno 1945. Per trent'anni di seguito ha raggiunto il titolo regionale di società (maschile).
Con cadenza annuale, generalmente attorno alla prima settimana di Settembre, Rovereto ospita il meeting di atletica leggera Palio Città della Quercia, che vanta essere il più antico meeting italiano con la prima edizione svoltasi il 13 Giugno 1965, e ad oggi primario appuntamento nazionale nonché di ampio rilievo internazionale.

### Calcio
Il Football Club Rovereto, con trascorsi in serie C, milita nel Campionato di Eccellenza regionale; il Sacco San Giorgio A.S.D. (affiliato con la squadra Hellas Verona) milita nel campionato di Eccellenza provinciale.
A Rovereto si svolge inoltre, ogni anno nel weekend pasquale, il "Torneo Internazionale Città della Pace", che da oltre 30 anni vede sfidarsi squadre giovanili (le categorie vanno dall'U8 all'U17 maschili e femminile open age) da tutto il mondo.

### Calcio a 5
La più antica società cittadina è l'FCD Olympia Rovereto, fondata nel 1996. È stata promossa in serie B una prima volta nel 2017, e vi ha fatto ritorno nel 2019. Nella stagione 2022/23 viene promossa in Serie A2 e l'anno successivo tramite play-off raggiunge la serie A2 Elite, la seconda serie nazionale.

### Lotta greco romana
Lotta club Rovereto, società che dalla sua fondazione nel 1971, conta ormai più di 400 titoli a livello nazionale, internazionale e mondiale, campione d'Italia anno 2005 e 2007.

### Pallamano

La rosa del Volani Rovereto vincitore del suo quarto e ultimo scudetto di pallamano nella stagione 1979-80

Fra gli anni 70 e 80 del XX secolo l'Handball Club Rovereto ha vinto 4 campionati nazionali di Serie A e 4 Coppe Italia. Dal settembre 2008 è nata l'A.S. Pallamano Rovereto, iscritta al campionato di Serie B femminile.

### Pallanuoto
Pallanuoto Rovereto WaterPolo (BDT), Squadra sportiva dilettante legata alla società Leno 2001.

### Pallavolo
Sono diverse le società di pallavolo che operano sul comune di Rovereto per la maggiore nel settore femminile. Quelle più note per i campionati dove militano sono la Pallavolo Rovereto (B2 femminile) e la Pallavolo Lizzana.

### Rugby
Lagaria Rugby Rovereto è la squadra di rugby della città. Nata nel 2008 per volontà di alcuni appassionati, milita pressoché stabilmente nel campionato di Serie C. Ampia importanza viene riposta nel settore giovanile e nell'avviamento alla disciplina. Sede, strutture e campo di gioco (dedicato a Nelson Mandela) sono situati nella frazione di Noriglio.

### Scherma
A partire dalla stagione sportiva 2020/2021 è attiva la SSDARL RoveretoScherma che, per la specialità della spada, propone corsi di avviamento alla scherma unitamente ad attività agonistica femminile e maschile.

### Impianti sportivi

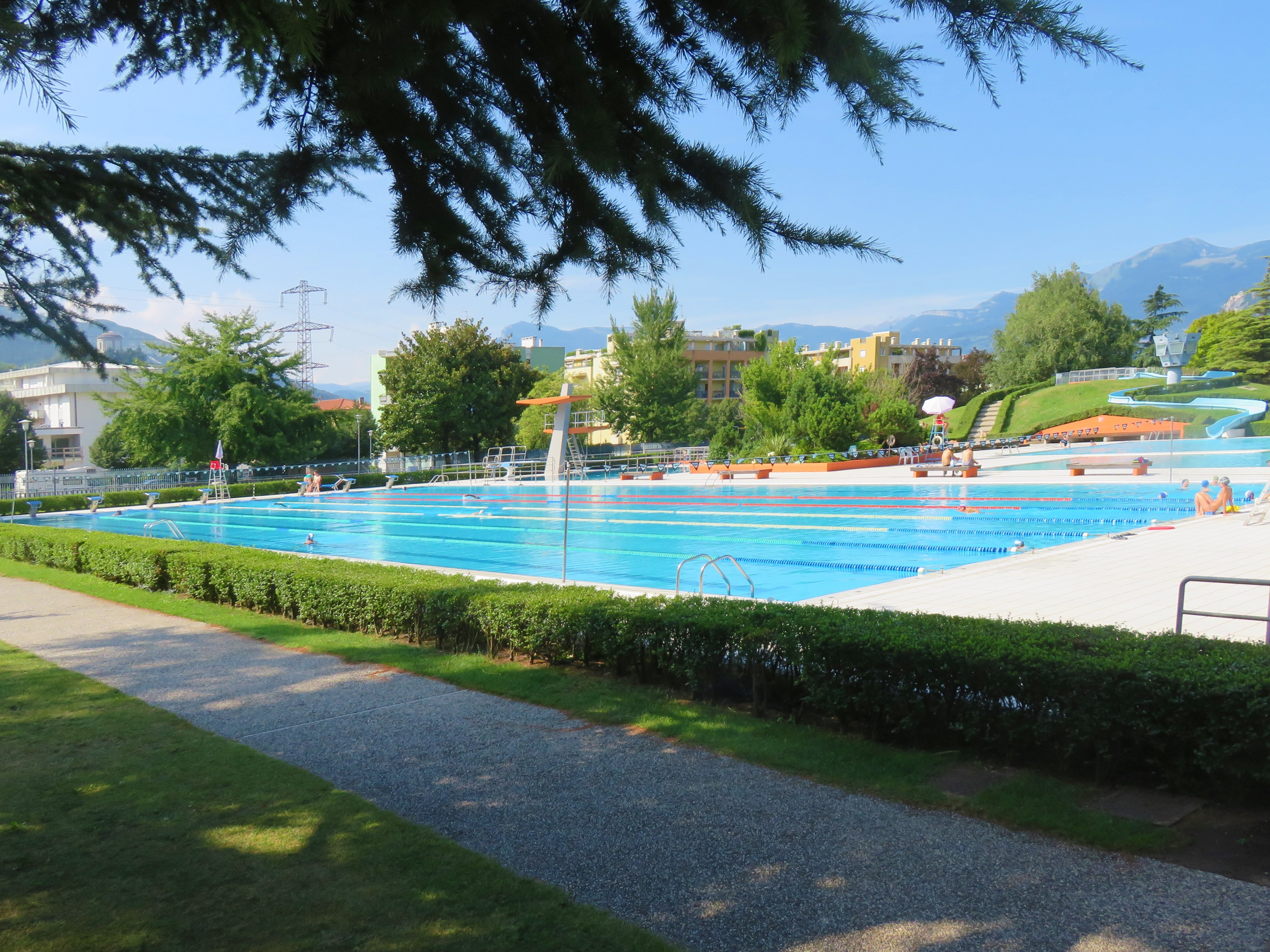
Il Centro natatorio comunale di Rovereto, in via Udine, 1.

- Stadio Quercia: può ospitare 3 519 spettatori. Progettato da Guido Tomasi, è stato inaugurato nel 1964. Costruito utilizzando le risorse ottenute dalla vendita alla Provincia autonoma di Trento del vecchio campo sportivo di via san Giovanni Bosco (sul quale è stato poi costruito, a spese della P.A.T., il nuovo Istituto Tecnico "Fontana").
- Centro natatorio comunale, con diverse vasche coperte ed all'aperto. Gli ultimi lavori di ampliamento sono dei primi anni del 2010. A Rovereto inoltre sono aperte altre due piccole piscine, in via Unione e in via Puccini.
- Palazzetto dello Sport.
- Palestre di San Giovanni Bosco, di via Baratieri, dell'I.T.I. G.Marconi e dell'ITET Fontana.
- Campi comunali delle Fucine, di via Baratieri, di Pra delle Moneghe in via Benacense, di Marco e di Lizzana.
- Campo Rugby di Noriglio
- Centro Tennis Lungo Leno e Centro Tennis Baldresca.
- Skatepark a San Giorgio.